# Gotemburgo
Gotemburgo (em sueco: Göteborg; ouça a pronúncia) ou Goteburgo é a 2ª maior cidade da Suécia, depois da capital Estocolmo.
Está situada na pequena porção da província da Västergötland que atinge o mar, e localizada nas duas margens do rio Göta, imediatamente antes de este desaguar no estreito de Categate. 

É composta por uma parte maior, na margem sul do rio, e por uma parte menor na sua margem norte, na ilha de  Hisingen.   
É a maior cidade portuária e a segunda maior cidade industrial do país, assim como um importante polo comercial.

Tem uma área de 198,78 km² e uma populacão de 607 882 habitantes (2021).
É a sede da comuna de Gotemburgo, a capital do condado da Västra Götaland e a sede da diocese de Gotemburgo.

## Etimologia e uso
O nome geográfico Göteborg é composto por Göte (talvez aludindo ao rio Göta, talvez aludindo ao antigo povo Göta, residente outrora na região) e borg (povoação fortificada”). Tem tradicionalmente sido sido associado ao rio Göta, nas margem do qual a cidade está localizada, mas é igualmente possível que o nome lhe tenha sido atribuído por alusão ao povo Göta, um dos fundadores ”esplendorosos” do reino da Suécia.

A cidade é conhecida como Gotemburgo em português, espanhol e italiano histórico, Gothenburg em inglês, alemão e neerlandês e Gothenbourg em francês. Enquanto que em algumas línguas, há uma tendência para regressar à forma vernácula Göteborg, nos textos suecos em inglês há a tendência oposta de voltar à grafia Gothenburg.

Em textos em português, é usada a forma aportuguesada Gotemburgo. 

| “ | O serviço à comunidade portuguesa na cidade de Gotemburgo e região Oeste da Suécia é complementado pelo Consulado Honorário de Portugal em Gotemburgo… | ” |
|   | — Inês Maia Antão, A Política Externa Sueca Desde o Fim da II Guerra Mundial Aos Dias de Hoje.                                                         |   |

## História

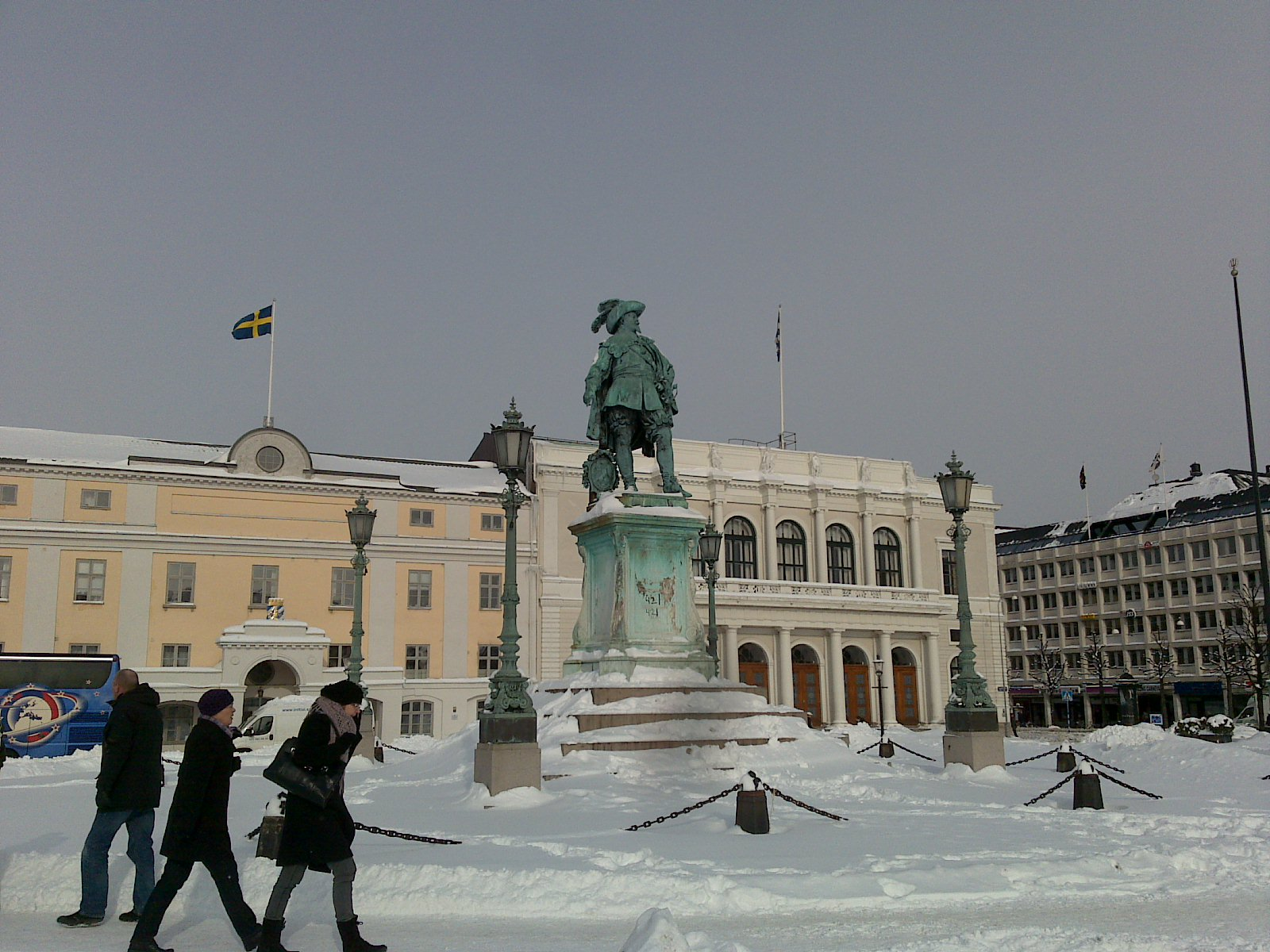
Gustav II Adolf aponta o local da nova cidade

Nos séculos XVI e XVII, a Suécia tinha como único acesso ao Mar do Norte a estreita faixa do vale do rio Gota, ladeada pelos territórios dos agressivos vizinhos dinamarqueses e noruegueses. A situação fronteiriça da Suécia tornava imperativa a presença de uma cidade portuária fortificada, para controlar essa área, e ser capaz de resistir aos constantes ataques e ocupações feitas pelas rivais Dinamarca e Noruega.
Segundo a tradição, no ano de 1619, o rei Gustav II Adolf subiu a uma elevação no lugar do atual centro de Gotemburgo, e com um gesto grandioso apontou o local da futura urbe, e disse: "Aqui vai ser a cidade!" (Här skall staden ligga!). O encargo de sanear os terrenos alagadiços, e construir edifícios, canais e fortificações foi dado a um grupo de algumas centenas de holandeses. Em 1621, o rei concedeu uma carta de privilégio régio à nova cidade, escrita em sueco e alemão, nascendo assim a Gotemburgo dos nossos dias, inicialmente com uma população e um carácter marcadamente holandeses. O plano dos canais da cidade é por isso idêntico ao usado para a construção dos canais em Jacarta (Indonésia).
O brasão da cidade foi baseado no leão do brasão do país, simbolicamente segurando um escudo com o emblema nacional, as Três Coroas, defendendo a cidade dos seus inimigos. Alguns anos mais tarde, pelo Tratado de Roskilde, em 1658 as províncias dinamarquesa Halland (no sul) e norueguesa Bohuslän (no norte) foram entregues à Suécia. Com uma situação menos exposta, Gotemburgo pôde crescer, tornando-se num importante porto comercial na costa oeste.

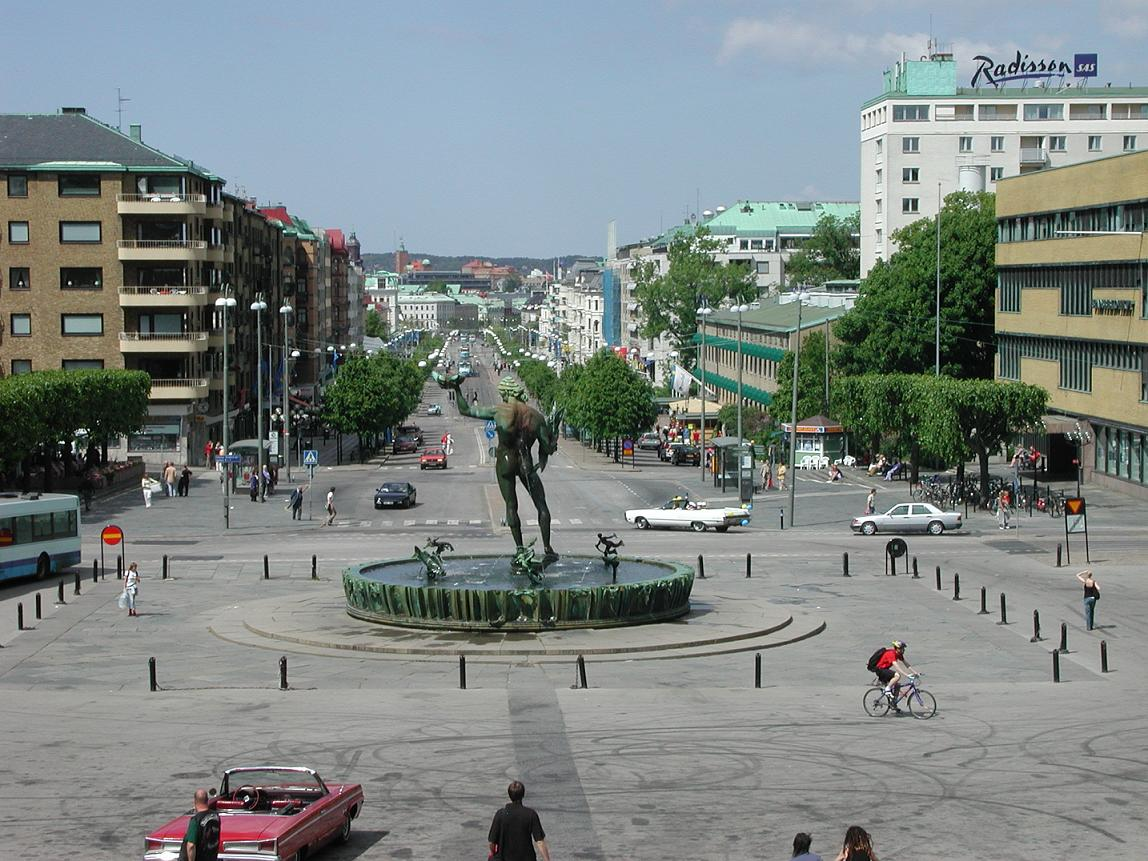
Götaplatsen, em Gotemburgo

Nos séculos XVII e XVIII, a cidade era essencialmente composta por casas de madeira e uns poucos edifícios de pedra. Ainda no século XVII, tinha surgido no exterior das muralhas, em Haga, Masthugget e Majorna, uma série de estaleiros, manufaturas e cais de embarque e desembarque, acompanhados de bairros operários. Este período foi marcado pela ascensão da indústria pesqueira, e sobretudo pela fundação, em 1731, da Companhia Sueca das Índias Orientais, com a qual a cidade prosperou devido ao volume de negócios originados pelas lucrativas expedições aos países asiáticos. Em Majorna, estavam igualmente sediados os corsários suecos, capitaneados por Lars Gathenhielm.
O porto cresceu e expandiu até se tornar o principal porto de trocas comerciais da Suécia. Anos difíceis, com crises agrícolas e fome, culminando na década de 1860, provocaram a emigração massiva de mais de 1 milhão de suecos para a América do Norte, sendo Gotemburgo o principal ponto de saída do país. Por esta razão, é possível encontrar cidades norte-americanas com nomes suecos, incluindo Gothenburg no Nebraska (Estados Unidos).
Gotemburgo desenvolveu-se como cidade industrial moderna no século XIX, com o aparecimento de fábricas e indústrias em Gamlestaden, Gårda e Krokslätt, e novos estaleiros em Lundby, na ilha de Hisingen, na década de 1870. A população aumentou dez vezes nesse período: de 13 000 (em 1800) até 130 000 (em 1900).
No século XX, esta tendência expansiva continuou, com o estabelecimento de importantes indústrias e instalações portuárias, como a SKF (empresa de produtos de aplicação industrial, estabelecida em 1907), a Volvo (empresa fabricante de veículos comerciais, estabelecida em 1927), e o porto de Skandiahamnen. A infraestrutura urbana da cidade foi modernizada, com a implantação do acesso à água, aos esgotos, à eletricidade, à rede de elétricos (PORTUGAL elétricos, BRASIL bondes), aos espaços verdes ajardinados, às autoestradas, ponte e túneis, lado a lado com a criação de novos bairros habitacionais, como Guldheden, Järnbrott e Kortedala. Na esteira deste otimismo e ímpeto renovador, foram demolida áreas tradicionais em Landala, Nordstaden e partes de Majorna e Masthugget. Um vaga de protestos travou o processo, salvando Annedal, Landala, Majorna e Kungsladugård, hoje em dia restauradas e combinando modernidade com tradição.
Nos anos 70, a crise do petróleo, abanou a estrutura industrial da cidade, causando um período de recessão industrial, económica e habitacional. A concorrência internacional levou ao encerramento dos estaleiros e de muitas das indústrias ligadas à navegação marítima nos anos 80. O desemprego crescente levou aos apartamentos vazios.
A reação à crise, veio com uma maior consciência ambiental e cultural, impulsionando o desenvolvimento de novas áreas ligadas ao comércio, à educação e à cultura, assim como um florescimento da indústria ligada à tecnologia de ponta. A Volvo continuou sendo a maior empregadora do ramo automobilístico, a par de diversos ramos comerciais de companhias de software. Pela mão de Göran Johansson, então presidente do município (BRASIL prefeito), a cidade encetou um período de densificação urbana e construção de novas habitações, e de implementação de projetos viários e culturais - centro do bairro de Angered, Túnel de Göta, Ópera de Gotemburgo, Museu da Cultura Mundial, Universeum.

## Geografia
Gotemburgo está situada na Costa Oeste da Suécia, no condado da Västra Götaland, sendo banhada pelo Categate (um estreito do Mar do Norte) e pela foz do rio Gota.
O arquipélago de Gotemburgo consiste de ilhas com uma constituição rochosa agreste, típica de toda a costa da província da Bohuslän. 
Graças à corrente do Golfo, a cidade possui um clima temperado marítimo ameno, com humidade e pluviosidade consideráveis, caracterizado por verões relativamente frescos e invernos comparativamente suaves.
A Área Metropolitana de Gotemburgo  abrange os municípios de Gotemburgo, Mölndal, Partille, Härryda, Lerum, Ale, Kungälv, Öckerö, Tjörn, Stenungsund, Lilla Edet, Alingsås, no condado da Västra Götaland, e a comuna de Kungsbacka, no condado de Halland.

## Demografia
Tal como a maioria das áreas metropolitanas na Suécia, Gotemburgo tem uma larga população imigrante. De acordo com o Centro de Estatísticas da Suécia (Statistiska centralbyrån) em 2005, existem 93 965 imigrantes na cidade, o que  representa cerca de 20% da sua população. Destes, 10% provêm do Irão e 9% da Finlândia. A população de proveniência iraniana, assim como a população originária de outros países do Médio Oriente e também da ex-Jugoslávia, encontra-se concentrada na área de Angered e outros subúrbios no nordeste da cidade. Esta concentração de população tem sido alvo de críticas por parte do Comité Sueco de Integração (Integrationsverket), já que estas áreas são cada vez mais alvos de discriminação.

## Governo e subdivisões

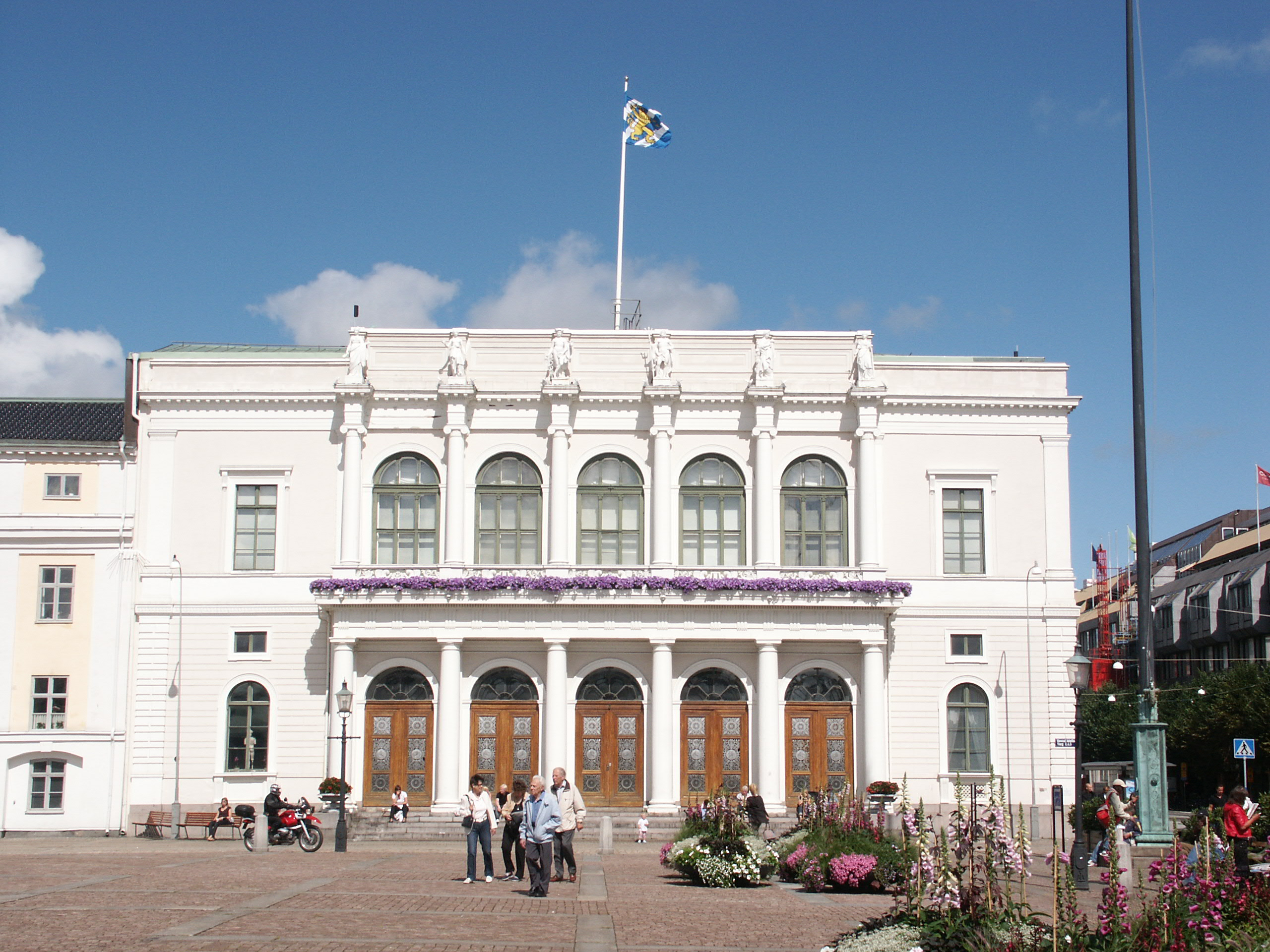
Prefeitura de Gotemburgo

### Governo da cidade
De quatro em quatro anos, a população da cidade elege uma Assembleia Municipal  (Kommunfullmäktige), com 81 deputados municipais. Refletindo a composição da assembleia, é formado um Conselho Municipal (Kommunstyrelse), composto por 13 vereadores e 5 vice-vereadores, liderado pelo presidente do município (Ordförande i kommunstyrelsen).

### Subdivisões políticas e administrativas
Desde 2021, a cidade de Gotemburgo está geograficamente dividida em 4 grandes "distritos municipais" (stadsområden): 
- Nordost (Nordeste)
- Centrum (Centro)
- Sydväst (Sudoeste)
- Hisingen (Hisingen)

Em paralelo, as suas diversas funções administrativas são executadas por "administrações municipais" (fackförvaltningar och nämnder): 
- Apoios sociais, instituições da terceira idade, serviços de apoio ao domicílio
- Educação escolar e pré-escolar, educação de adultos, formação profissional
- Cultura
- Tempos livres, desporto, associações
- Ambiente e clima
- Desenvolvimento urbano, ambiente citadino e património municipal
- Apoio técnico, reciclagem e água
- Democracia e serviço de cidadania
- Arquivo de Gotemburgo e da Região Västra Götaland
- Intraserviço
- Tutela e curadoria
- Compras e aquisições

## Economia

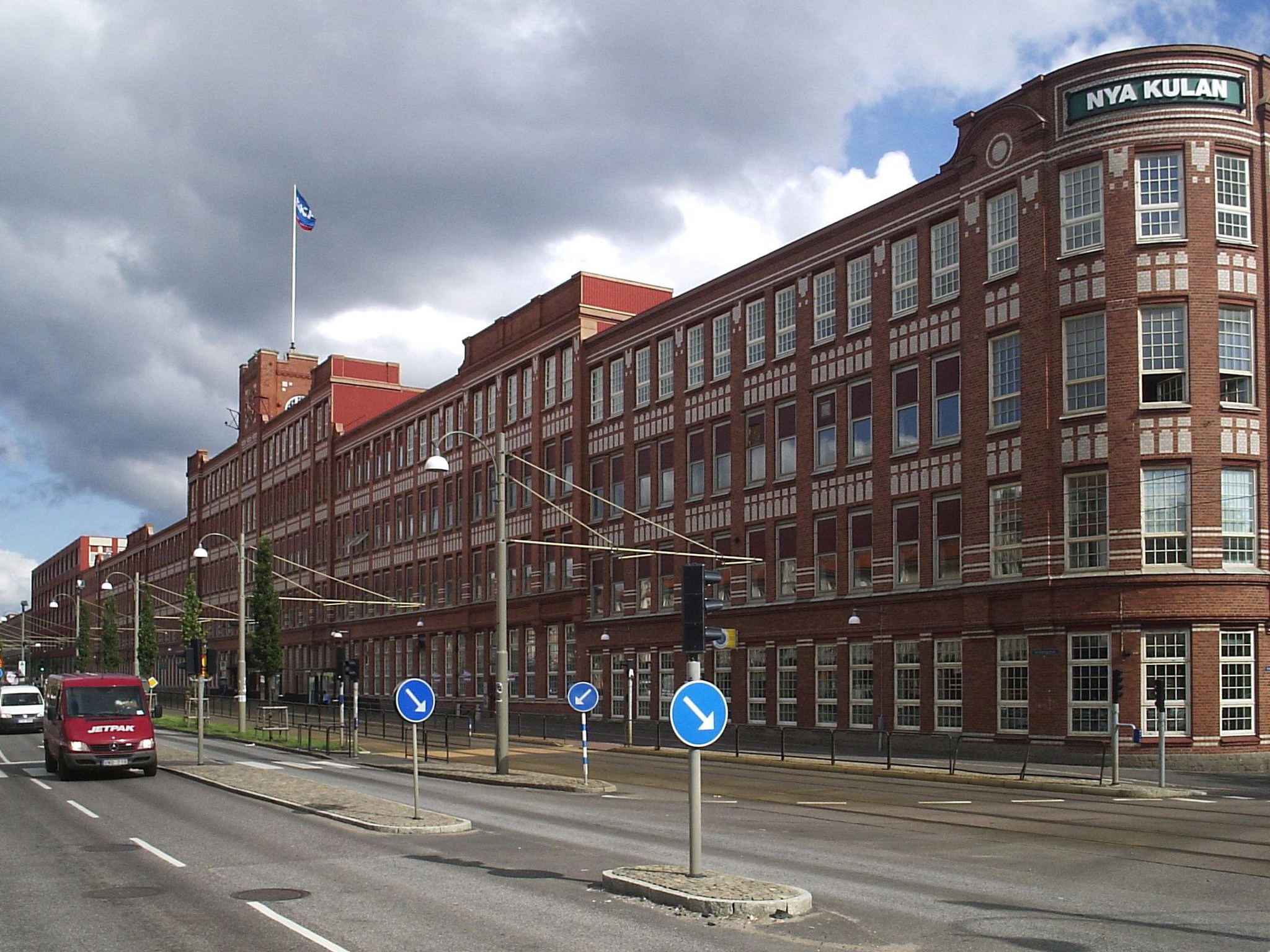
A antiga fábrica da SKF em Gotemburgo

Gotemburgo é um importante pólo econômico da Escandinávia, devido à sua localização central em relação a Estocolmo, Copenhaga e Oslo, e igualmente devido ao seu peso industrial e comercial.
Através do Porto de Gotemburgo – o maior dos Países Nórdicos - são exportados carros e caminhões da Volvo, rolamentos de esferas da SKF e papel.
A Companhia de navegação Stena Line tem ligações permanentes com a Dinamarca, a Alemanha, a Noruega, a Polónia, a Grã-Bretanha, a Irlanda e a Holanda.
Algumas das maiores empresas da Escandinávia estão sediadas em Gotemburgo: Volvo, SKF, ESAB, Hasselblad.
Outras indústrias muito dinâmicas são a farmacêutica e bio-tecnológica - AstraZeneca e Nobel Biocare – e as tele-comunicações – Ericsson.

### Grandes empresas de Gotemburgo
- Volvo Cars
- AB Volvo
- Universidade Técnica Chalmers
- SKF
- Volvo Information Technology
- Ericsson
- AstraZeneca
- Postnord Sverige AB
- Samhall
- SCA Hygiene Products
- Saab Automobile
- Telia
- Scandinaviska Enskilda Banken
- Stena Metall
- Stena Line
- Cellmark
- Bilia
- AkzoNobel
- ICA
- Dentsply
- Keolis
- Adecco
- Schenker AG
- Investment AB Latour

Fontes:

## Infraestruturas

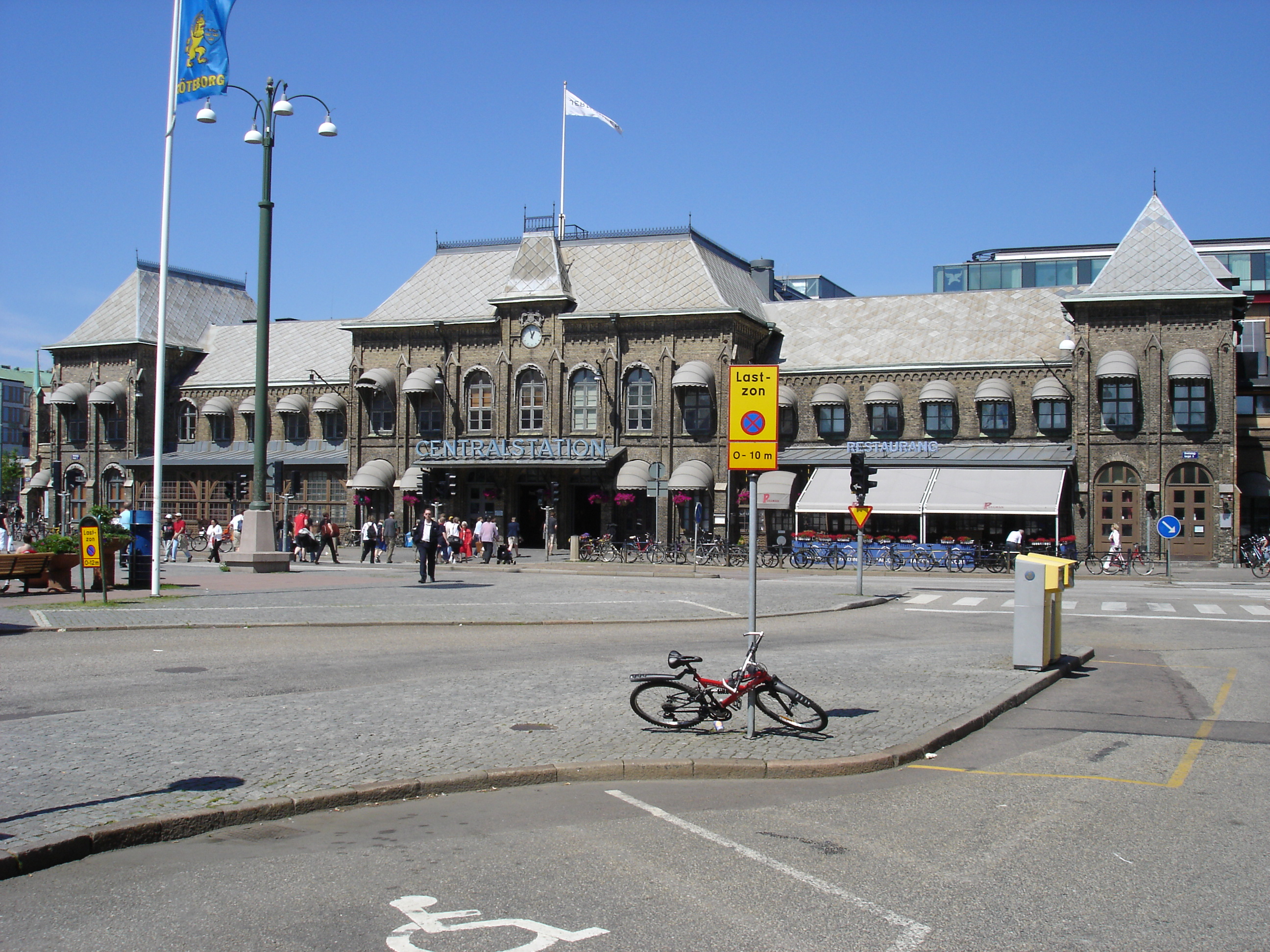
Estação Central de Gotemburgo

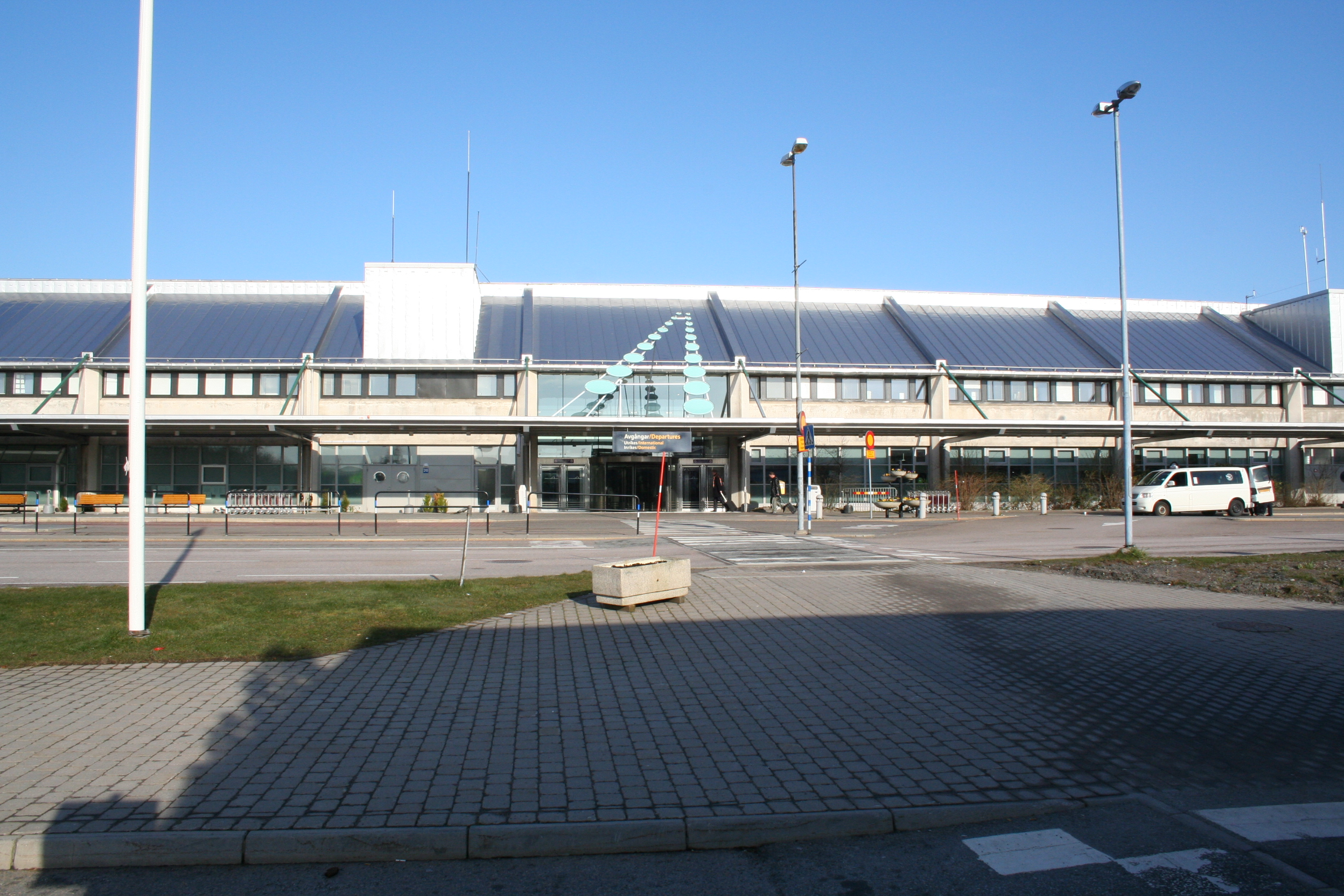
Aeroporto de Gotemburgo-Landvetter

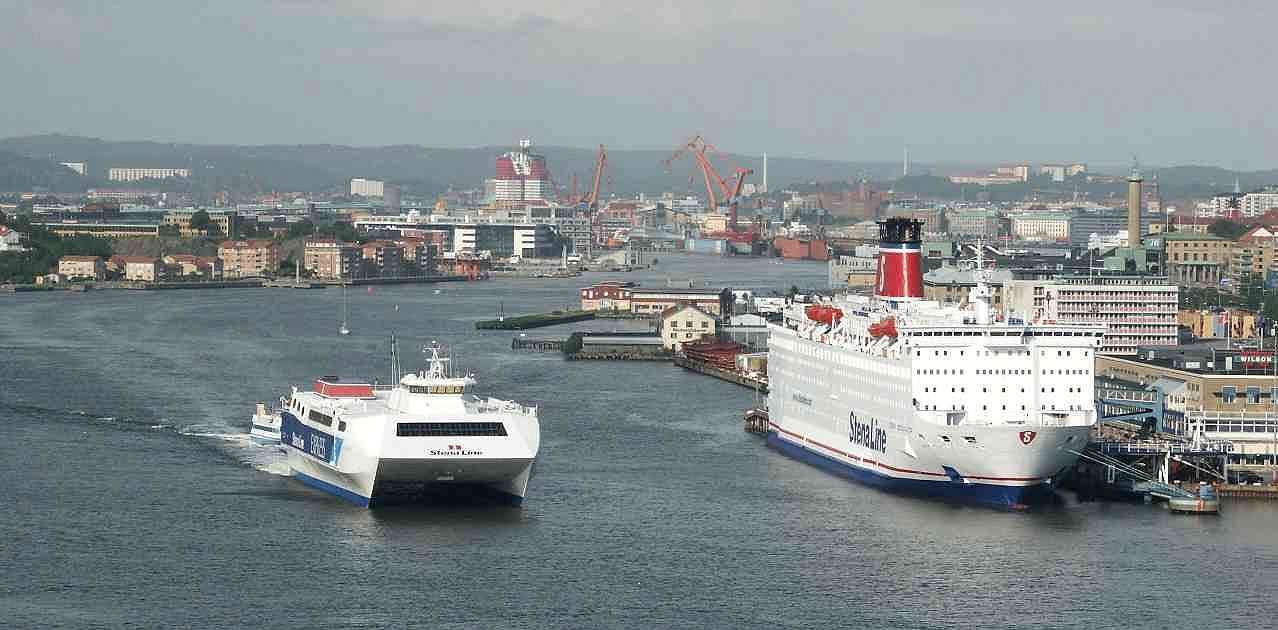
O porto de Gotemburgo

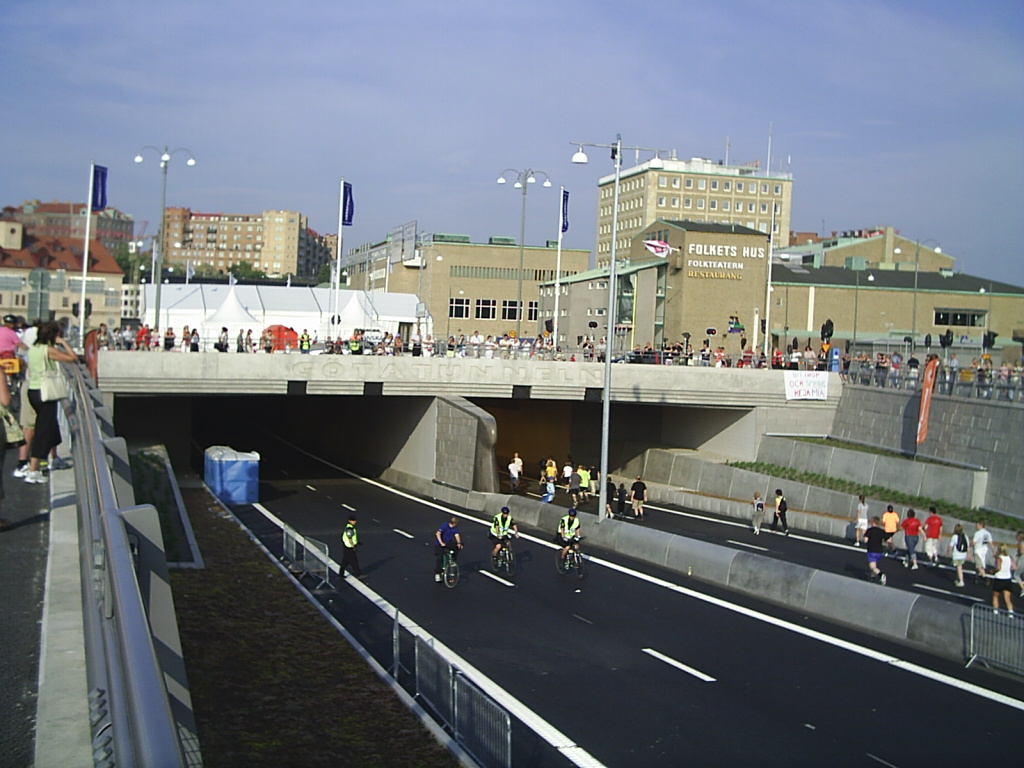
O Túnel de Göta

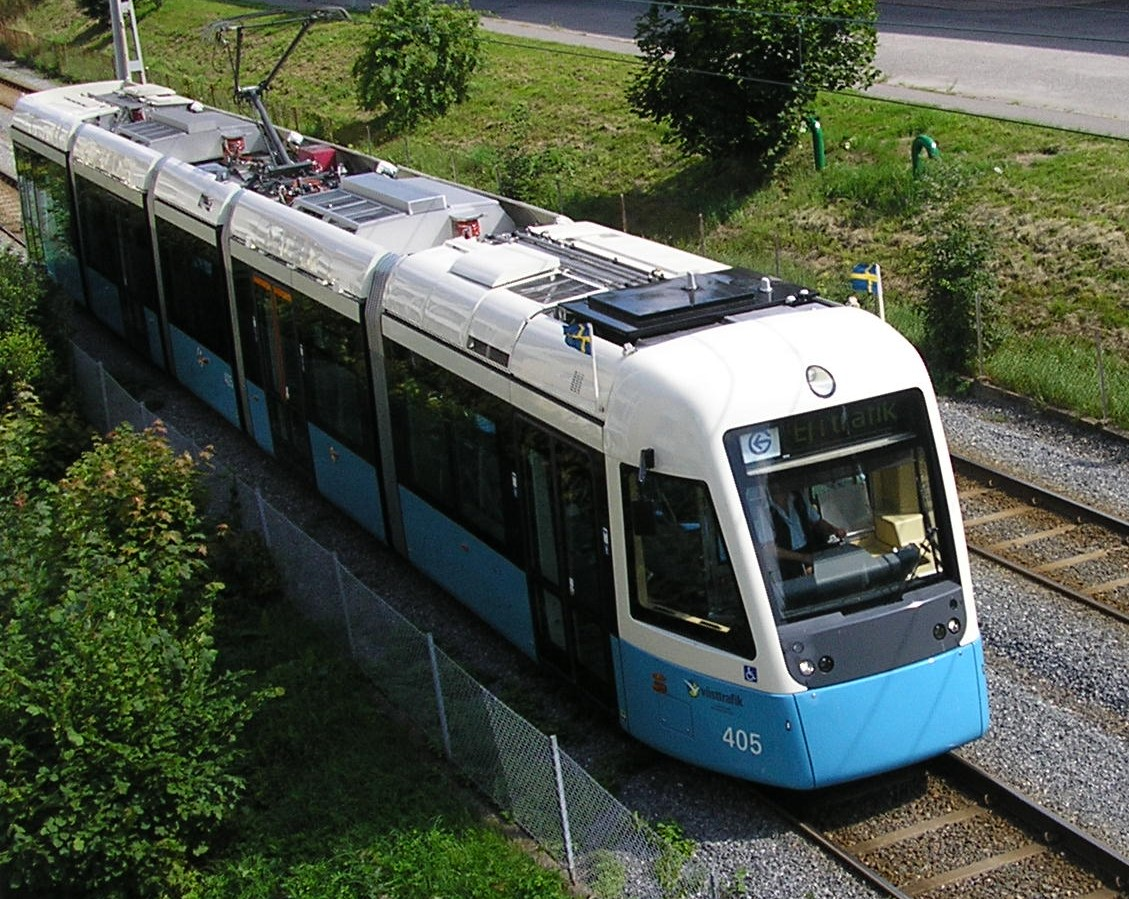
Um elétrico/bonde em Gotemburgo

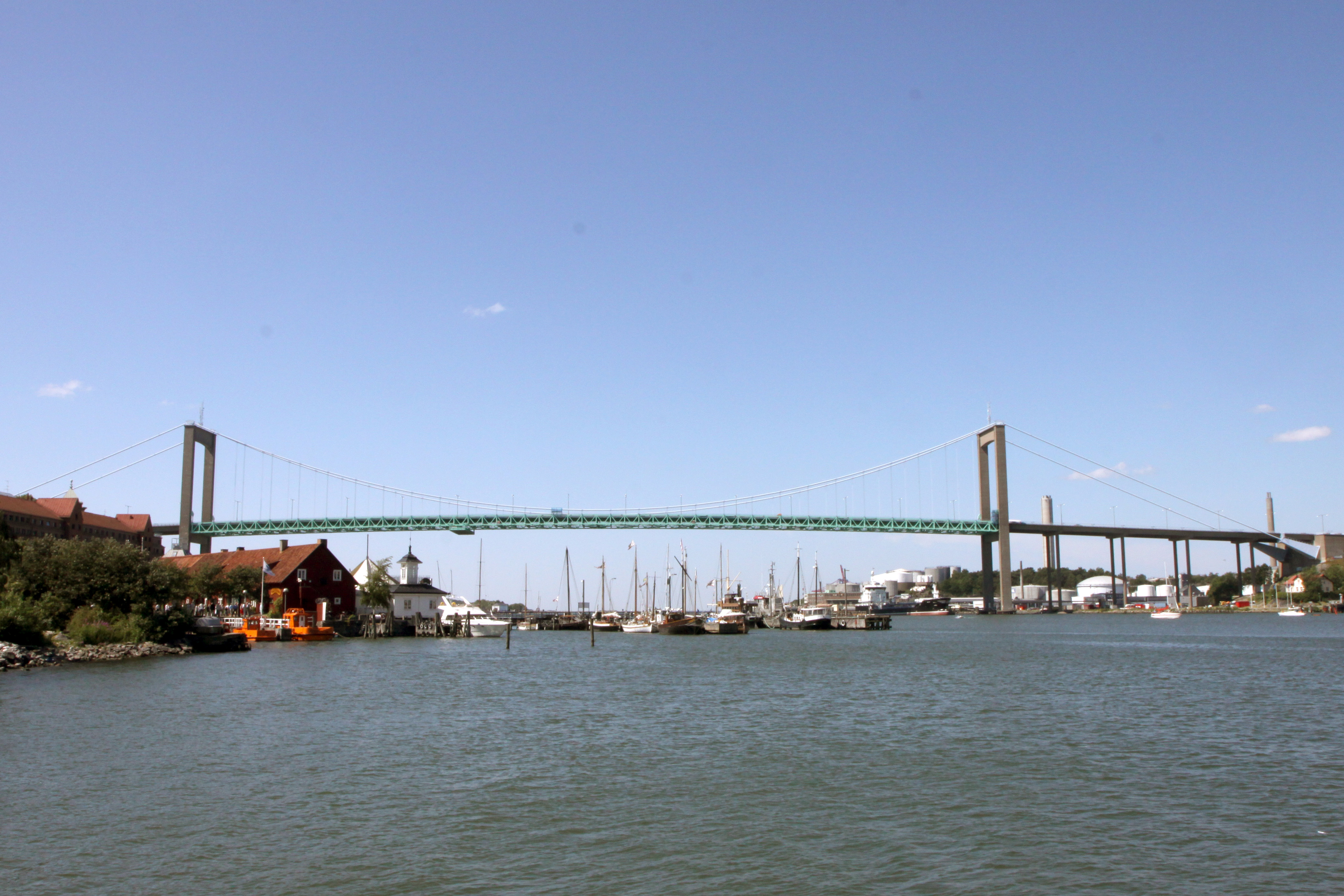
A Ponte de Alvsburgo

O principal aeroporto da cidade (Göteborg Landvetter) situa-se em Landvetter, a 20 km a leste de Gotemburgo. Ele pode ser acessado via ônibus direto do centro da cidade. Um segundo aeroporto (Gotemburgo-City), de menores dimensões, situa-se a 14 km a norte da cidade. A Estação Central de Gotemburgo (Centralstationen) e o terminal Nils Ericson são outros importantes centros de comunicação da cidade, com autocarros e comboios comunicando com diversos pontos da Suécia, assim como com ligações a Oslo e Copenhaga. Diversas linhas de ferry-boat ligam a cidade a Frederikshavn, Kiel, Kristiansand e Newcastle. O porto registou um movimento de mais de 2,2 milhões de pessoas em 2005.
Gotemburgo é um centro logístico, com transporte de mercadorias por comboio e camião de toda a Suécia e também da Noruega, até ao porto. Este é o maior da Escandinávia, com um volume bruto de cerca de 156 milhões de toneladas/ano (dados de 2005). A rede de linhas de elétrico/bonde é a maior do Norte da Europa, com mais de 150 km de extensão.

### Estradas
- Estrada europeia E6 (Trelleborg-Gotemburgo-Strömstad)
- Estrada europeia E20 (Malmö-Gotemburgo-Estocolmo)
- Estrada europeia E45 (Gällivare-Östersund-Trollhättan-Gotemburgo-Frederikshavn)
- Estrada nacional 27 (Gotemburgo-Borås-Karlskrona)
- Estrada nacional 40 (Gotemburgo-Borås-Jönköping-Västervik)

### Ferrovias
Gotemburgo é servida pela Estação Central de Gotemburgo e por cinco linhas ferroviárias:
- Linha da Bohuslän (Gotemburgo-Uddevalla-Strömstad)
- Linha da Noruega/Vänern (Gotemburgo-Kornsjø, Noruega/Kil, Suécia)
- Linha do Oeste (Gotemburgo–Estocolmo)
- Linha da Costa Oeste (Gotemburgo–Varberg–Malmö)
- Linha de Costa a Costa (Gotemburgo-Kalmar/Karlskrona)

### Aeroportos
- Aeroporto de Gotemburgo-Landvetter em Landvetter
- Aeroporto de Gotemburgo-City em Hisingen[24]

### Portos
Gotemburgo tem o maior porto marítimo da Escandinávia:
- Porto de Gotemburgo

Existem ligações marítimas regulares para Frederikshavn na Dinamarca, Quiel na Alemanha e para a Noruega.

### Pontes
- Ponte de Hisingen
- Ponte de Älvsborg
- Ponte de Angered

### Túneis
- Túnel de Göta
- Túnel de Tingstad
- Túnel de Lundby
- Túnel de Gnistäng

## Educação

### Ensino básico
O ensino básico (correspondendo ao 1-9º anos em Portugal e Brasil) é frequentado por cerca de 48 000 alunos em cerca de 185 escolas, dos quais 39 000 andam em escolas básicas municipais (grundskolor) e 9 000 em escolas básicas livres (fristående grundskolor).

### Ensino secundário
O ensino secundário (correspondendo ao 10-12º anos em Portugal e ao Ensino Médio no Brasil) conta com cerca de 15 gymnasieskolor (escolas secundárias municipais de nível superior) e cerca de 33 fristående gymnasieskolor (escolas secundárias livres de nível superior). Algumas das mais notáveis são a Hvitfeldska gymnasiet (fundada em 1647) e a Katrinelundsgymnasiet, assim como a LM Engströms gymnasiet (de orientação cristã) e a Sigrid Rudebecks gymnasiet (fundada em 1869).

### Ensino superior
Gotemburgo dispõe de duas universidades - a Universidade de Gotemburgo e a Universidade Técnica Chalmers - ambas fundadas no século XIX através de doações privadas - e ainda de várias escolas superiores. A cidade alberga hoje em dia mais de 60 000 estudantes universitários.

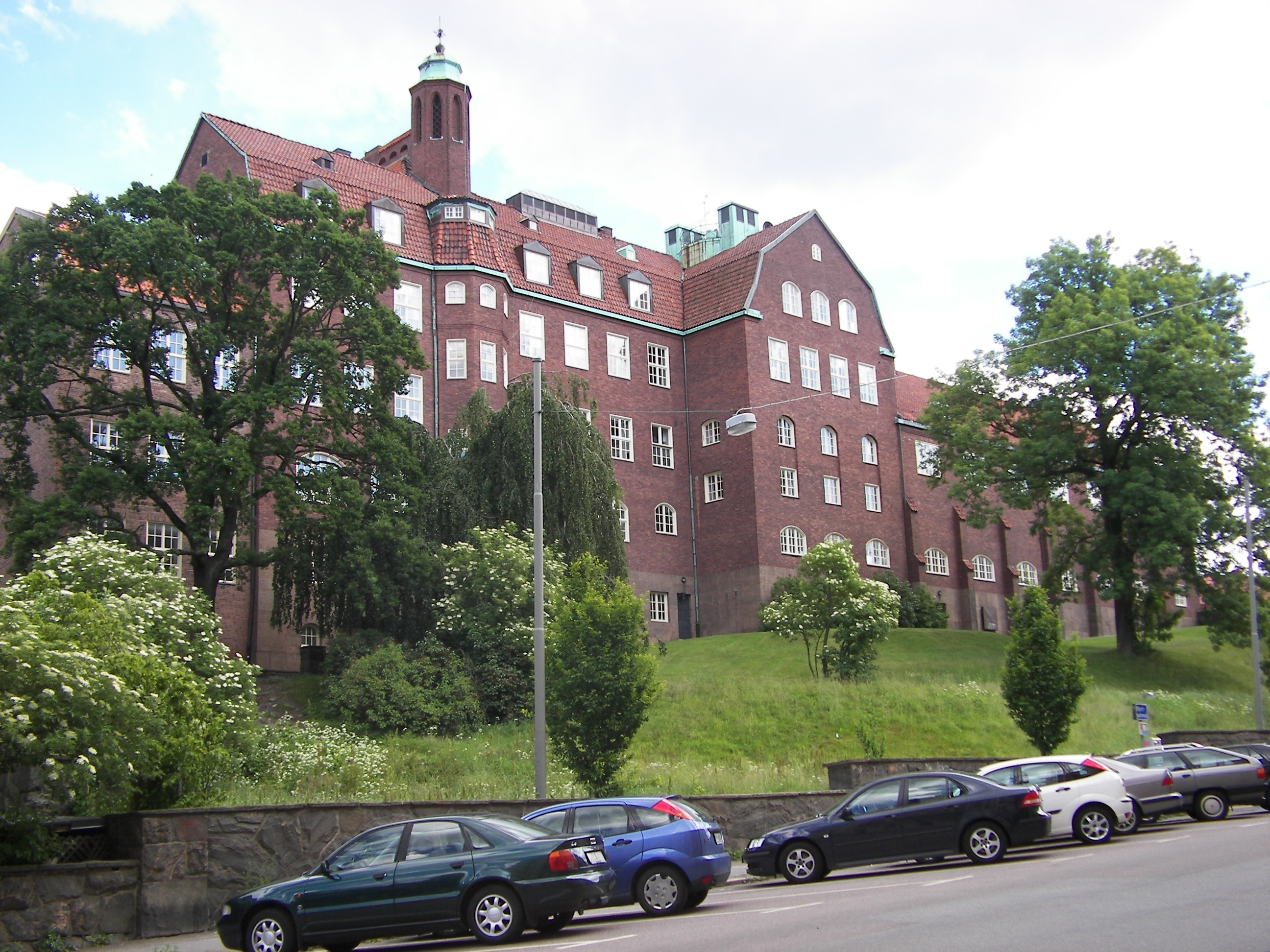
Hvitfeldska gymnasiet

Entre outras faculdades, a Universidade de Gotemburgo inclui: a Escola Superior de Economia da Universidade de Gotemburgo (Handelshögskolan vid Göteborgs universitet), a Academia Sahlgrenska de Medicina (Sahlgrenska akademin) e a Escola Superior de Belas-Artes de Valand (Konsthögskolan Valand)

A Universidade Técnica Chalmers forma engenheiros e arquitetos, e inclui dois polos: o Campus de Lindholmen e o Campus de Johanneberg.

| - Universidades - Universidade de Gotemburgo - Universidade Técnica Chalmers - Escolas superiores - Escola Superior de Economia da Universidade de Gotemburgo (Handelshögskolan vid Göteborgs universitet) - Academia Sahlgrenska de Medicina (Sahlgrenska akademin) - Escola Superior de Belas-Artes de Valand (Konsthögskolan Valand) - Ensino superior popular: - Arbetarrörelsens Folkhögskola (Escola Superior Popular do Movimento Operário) - Folkhögskolan (Escola Superior Popular, em Angered) - Göteborgs Folkhögskola (Escola Superior Popular de Gotemburgo) - Kvinnofolkhögskola (Escola Superior Popular Feminina) |

## Cultura

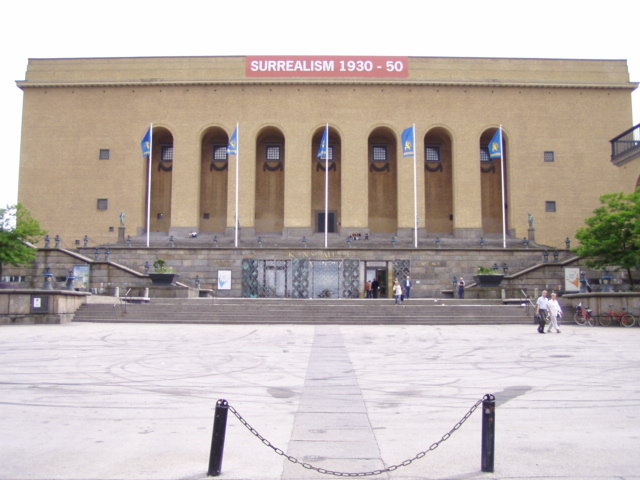
O Museu de Arte de Gotemburgo

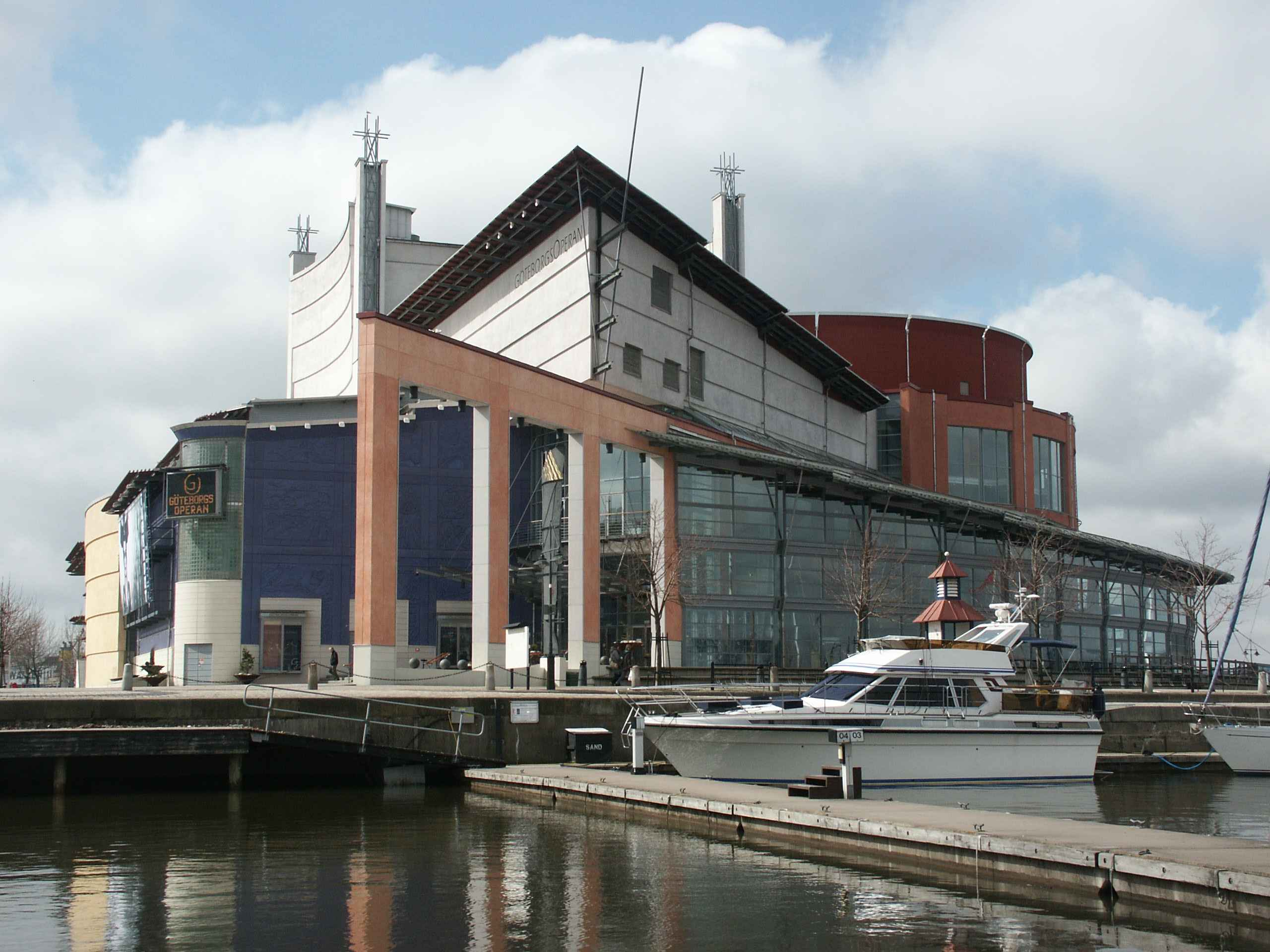
A Ópera de Gotemburgo

A influência da história da cidade é evidente na vida cultural de Gotemburgo. O parque de diversões Liseberg é o maior centro lúdico da cidade. Muitas das instituições culturais, como o Museu Röhsska, assim como hospitais e a universidade, foram criadas graças às doações de comerciantes e industriais abastados.
A Exposição Industrial de Gotemburgo de 1923 originou a criação do museu de arte, entre outras instituições culturais e desportivas.
Gotemburgo tem uma cena musical activa. A Orquestra Sinfónica de Gotemburgo é o expoente máximo da música clássica na cidade. Bandas como Ace of Base e Soundtrack of Our Lives são representativas da música pop. Além de ser um centro da música pop, possui também uma cena indie bastante activa. A cidade é também conhecida como sendo o centro do death metal melódico, um estilo tipicamente usado na Suécia, sendo o berço de bandas como At The Gates, Dark Tranquility, The Haunted, In Flames, Soilwork e Arch Enemy.
O panorama teatral da cidade está marcado pela existência de numerosas e variadas cenas, tais como o Teatro Municipal de Gotemburgo, o Teatro Popular de Gotemburgo e o Grande Teatro, para além do Teatro de Backa (para jovens), o Teatro de Lorensberg, o Teatro de Angered e o Teatro de Liseberg. Existem ainda diversos grupos de teatro livre atuando em locais como o Atelierteatern, o Lilla Teatern, o Teater Uno e o Pusterviksteatern. No campo da dança experimental, há a destacar o Unga Atalante.
Entre os eventos anuais, sobressai  o Festival de Cinema de Gotemburgo (o maior festival anual de cinema do país), a Festa de Gotemburgo (Göteborgskalaset), a Noite da Cultura (Kulturnatta), o Cortejo do Chalmers (Cortègen), os Dias de Jazz (Göteborgs jazzdagar), Festival do Trad Jazz (Tradjazzfestival).

### Museus
- Museu de Arte de Gotemburgo (Göteborgs konstmuseum)
- Museu de História Marítima - Aquário (Sjöfartsmuseet Akvariet)
- Museu de História Natural de Gotemburgo (Göteborgs Naturhistoriska museum)
- Museu da Cultura Mundial (Världskulturmuseet)
- Museu Röhsska (Röhsska museet)
- Konsthall (Göteborgs Konsthall)
- Casa de Arte da Röda Sten (Röda Sten konsthall)
- Museu de História da Medicina (Medicinhistoriska museet)

### Teatros, ópera e salas de espetáculo
- Teatro Municipal de Gotemburgo (Göteborgs Stadsteater)
- Ópera de Gotemburgo (Göteborgsoperan)
- Teatro Popular de Gotemburgo (Folkteatern)
- Grande Teatro (Stora Teatern)
- Teatro de Backa (Backa Teater)
- Teatro de Lorensberg (Lorensbergsteatern)
- Teatro de Angered (Angereds teater)
- Sala de Concertos de Gotemburgo (Göteborgs Konserthus)
- Lisebergshallen

### Igrejas
- Catedral de Gotemburgo (Göteborgs domkyrka)
- Igreja Alemã de Gotemburgo (Tyska kyrkan / Christine kyrka)
- Igreja de Annedal (Annedalskyrkan)
- Igreja de Haga (Hagakyrkan)
- Igreja de Masthugget (Masthuggskyrkan)

### Bibliotecas[31]
- Biblioteca da Universidade de Gotemburgo
- Biblioteca da Universidade Técnica Chalmers
- Biblioteca Municipal de Gotemburgo
- Biblioteca Municipal de Västra Frölunda

### Arquitetura

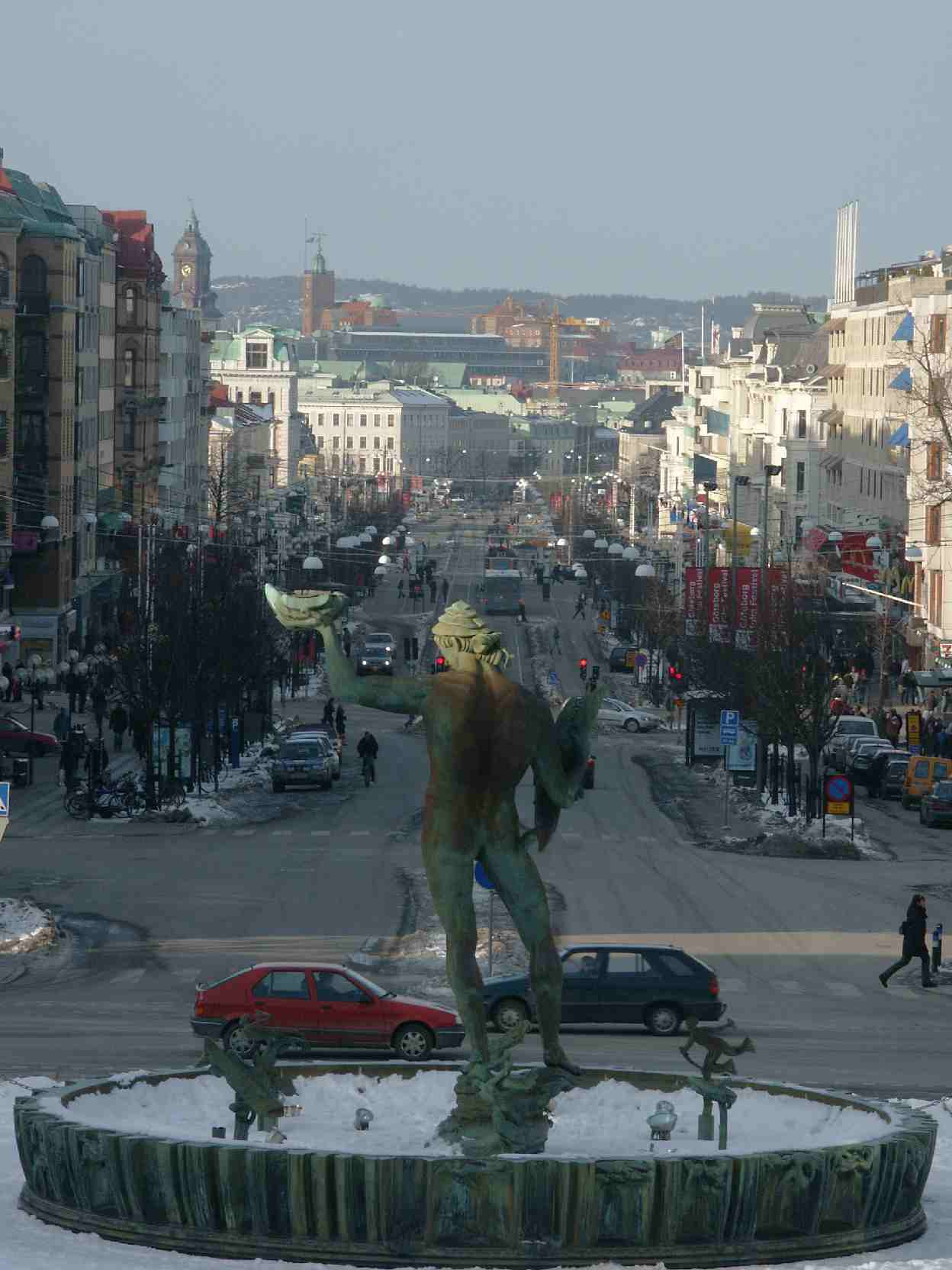
A moderna Kungsportsavenyn

Poucos edifícios do século XVII permaneceram até hoje, dado que, à exceção das casas reais e militares, as construções eram feitas em madeira. Dois exemplos das poucas edificações iniciais que sobreviveram até aos nossos dias são a Kronhuset (Casa da Coroa) e a Skansen Kronan (Fortim da Coroa).
O mais antigo período de interesse arquitetônico  é o século XVIII, quando a Companhia das Índias Orientais tornou Gotemburgo numa cidade mercantil importante. Imponentes edifícios em pedra de estilo clássico foram erigidas em torno dos canais. Um exemplo deste período é a Casa das Índias Orientais (Ostindiska huset), construída em típico tijolo amarelado, albergando hoje o Museu da Cidade de Gotemburgo.
No século XIX, a burguesia abastada começou a construir fora das muralhas que protegiam a cidade nos tempos em que a Noruega e a Dinamarca ainda eram ameaças. O estilo passou a ser eclético, acadêmico e um tanto decorado, favorecido pela classe média. A classe trabalhadora residia principalmente no sobrepopulado subúrbio de Haga, em casas de madeira.
Uma remodelação no plano da cidade no século XIX levou à construção da Kungsportsavenyn, a avenida principal e emblemática da urbe, criada nas décadas de 60 e 70 desse século, em resultado de uma competição internacional. O maior contributo tipicamente gotemburguês para a arquitetura urbana é a chamada landshövdingehus, um tipo de casa construída nos finais do século XIX, possuindo três pisos, dos quais o primeiro é em pedra e os restantes em madeira.
O início do século XX foi um período muito importante para a arquitetura da cidade, durante o qual dominou o estilo romântico nacional. A Igreja de Masthugget é um dos diversos edifícios erigidos nessa época. No início dos anos 20, quando a cidade celebrou o seu 300º aniversário, a praça Götaplatsen, de estilo neoclássico, foi construída.
Depois desta era, o estilo de construção em Gotemburgo, assim como no resto da Suécia, seguiu o Funcionalismo. Este estilo dominou especialmente os subúrbios de Västra Frölunda e Bergsjön. Nos anos 50, o estádio Ullevi foi erigido aquando do Campeonato Mundial de Futebol de 1958, que teve a Suécia como anfitriã. A arquitetura moderna da cidade foi marcada por arquitetos como Gert Wingårdh, que iniciou o Pós-Modernismo nos anos 80.
Em termos de história da arquitetura, Gotemburgo apresenta três traços típicos: As casas "landshövdingehus", as fachadas em tijolo amarelado (gult tegel) e as "calçadas dos burgomestres" (borgmästarstenar).

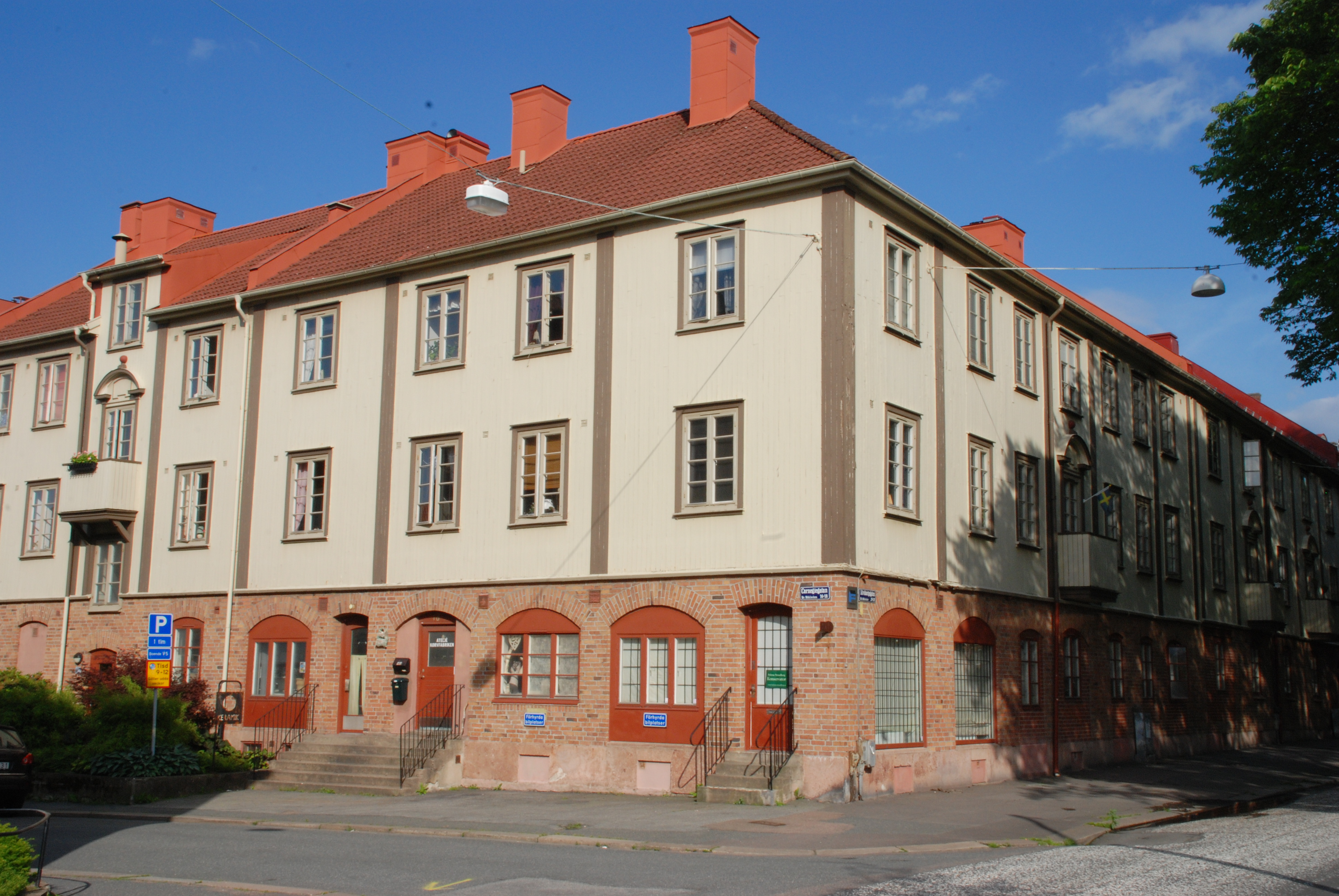
Casa do tipo "landshövdingehus" em Majorna
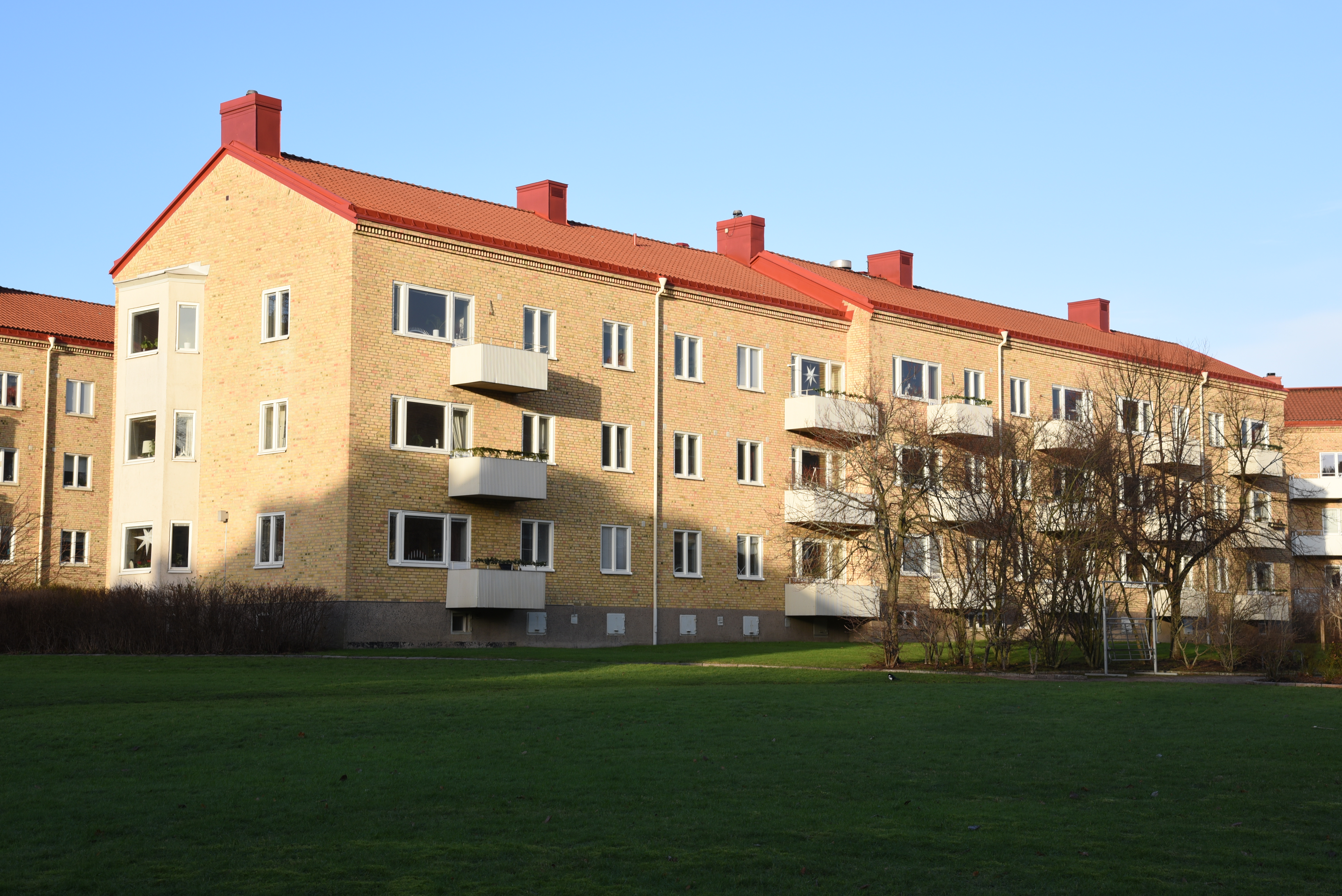
Casa em tijolo amarelado em Bö
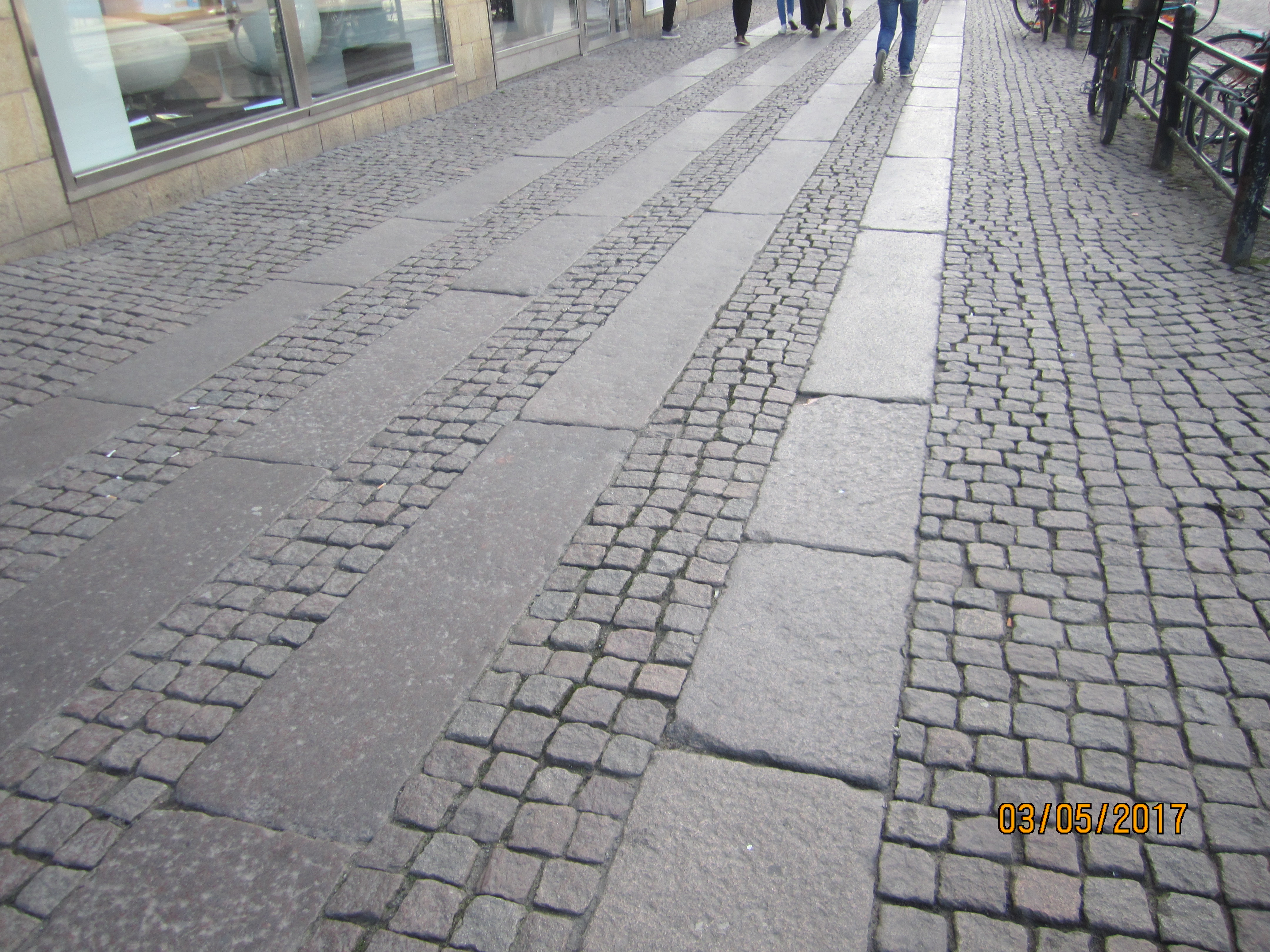
Calçada típica dos passeios de Gotemburgo

### Gastronomia

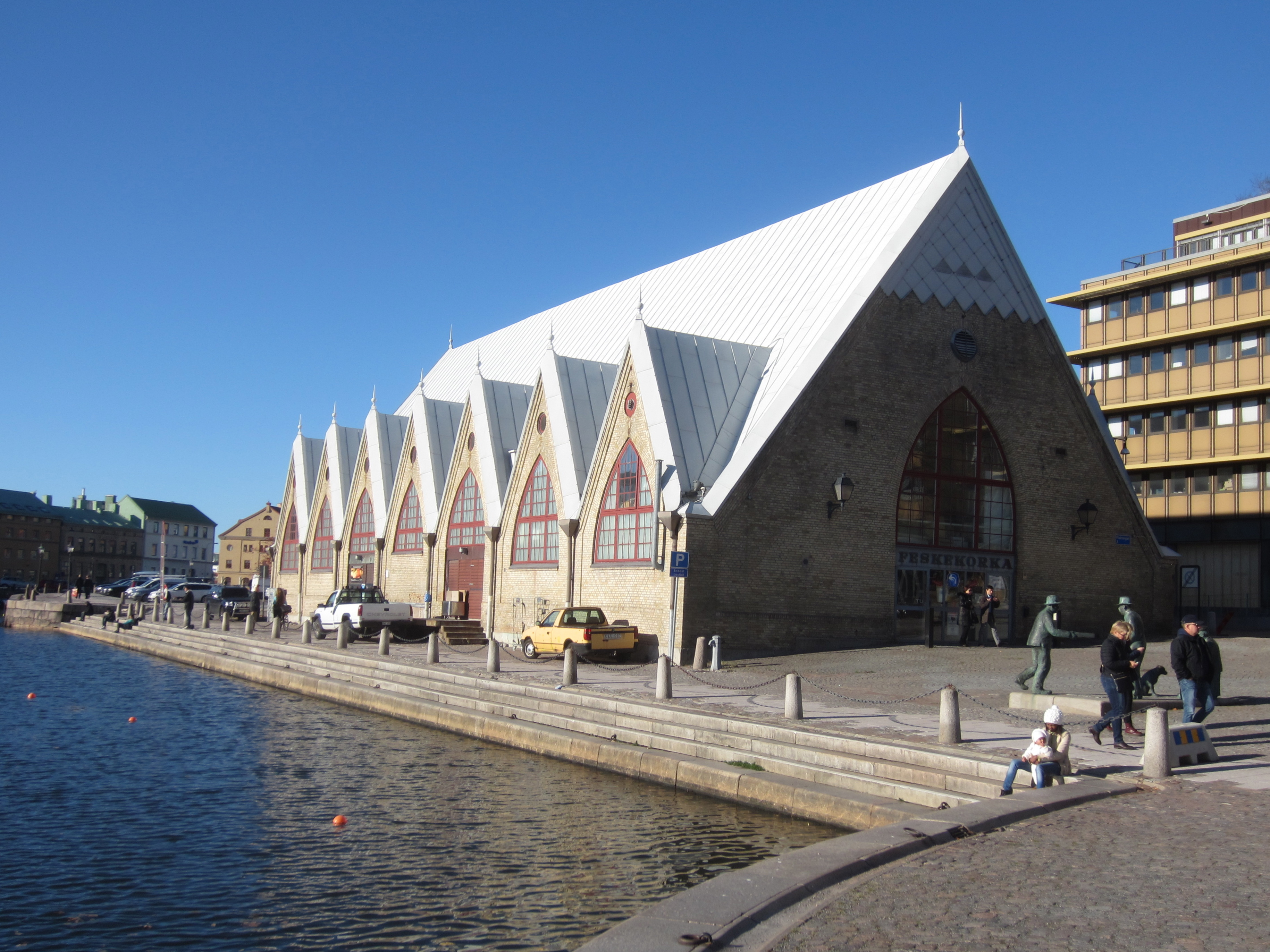
A Igreja do Peixe (Feskekörkan)

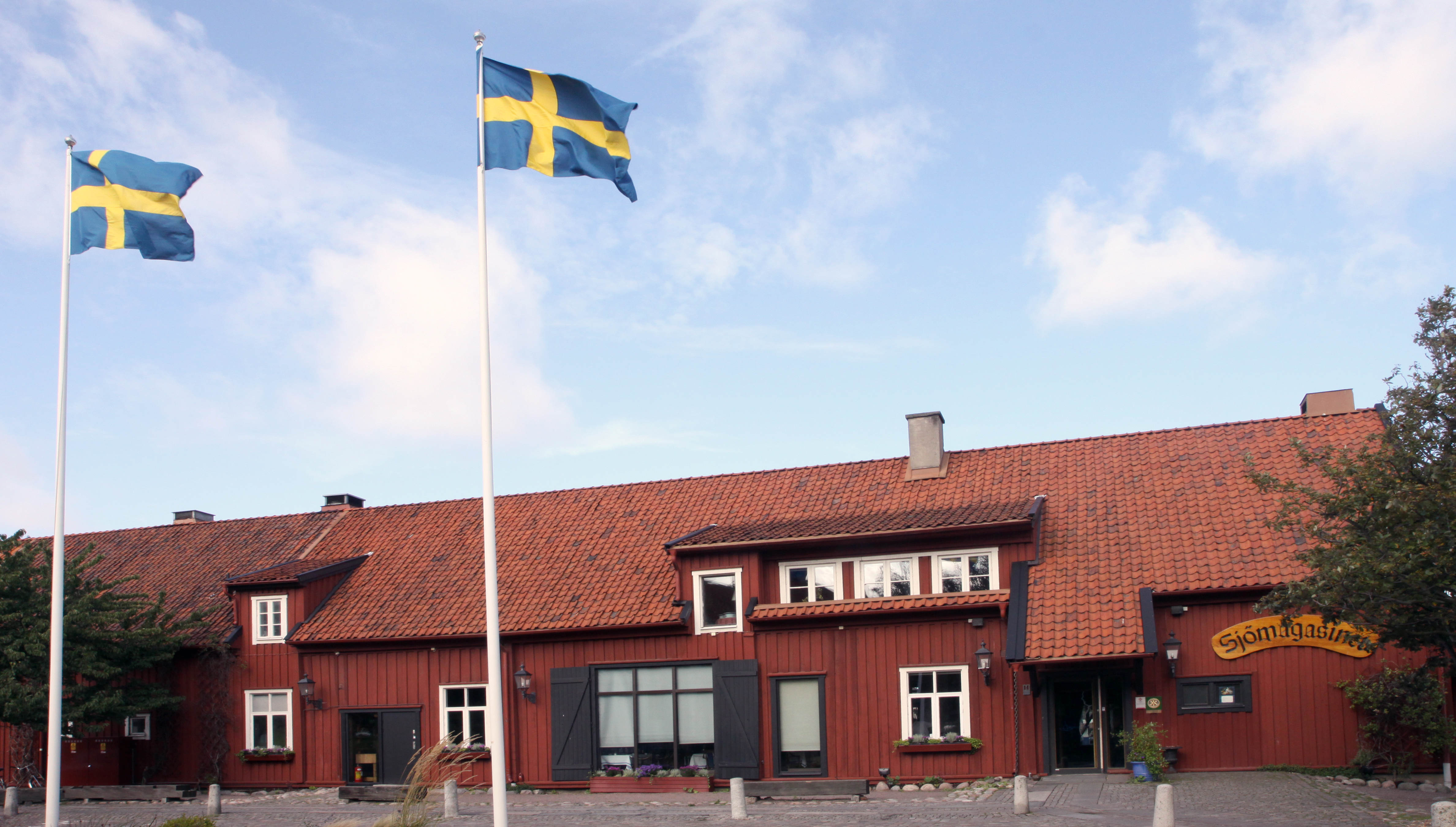
O Restaurante Sjömagasinet em Klippan

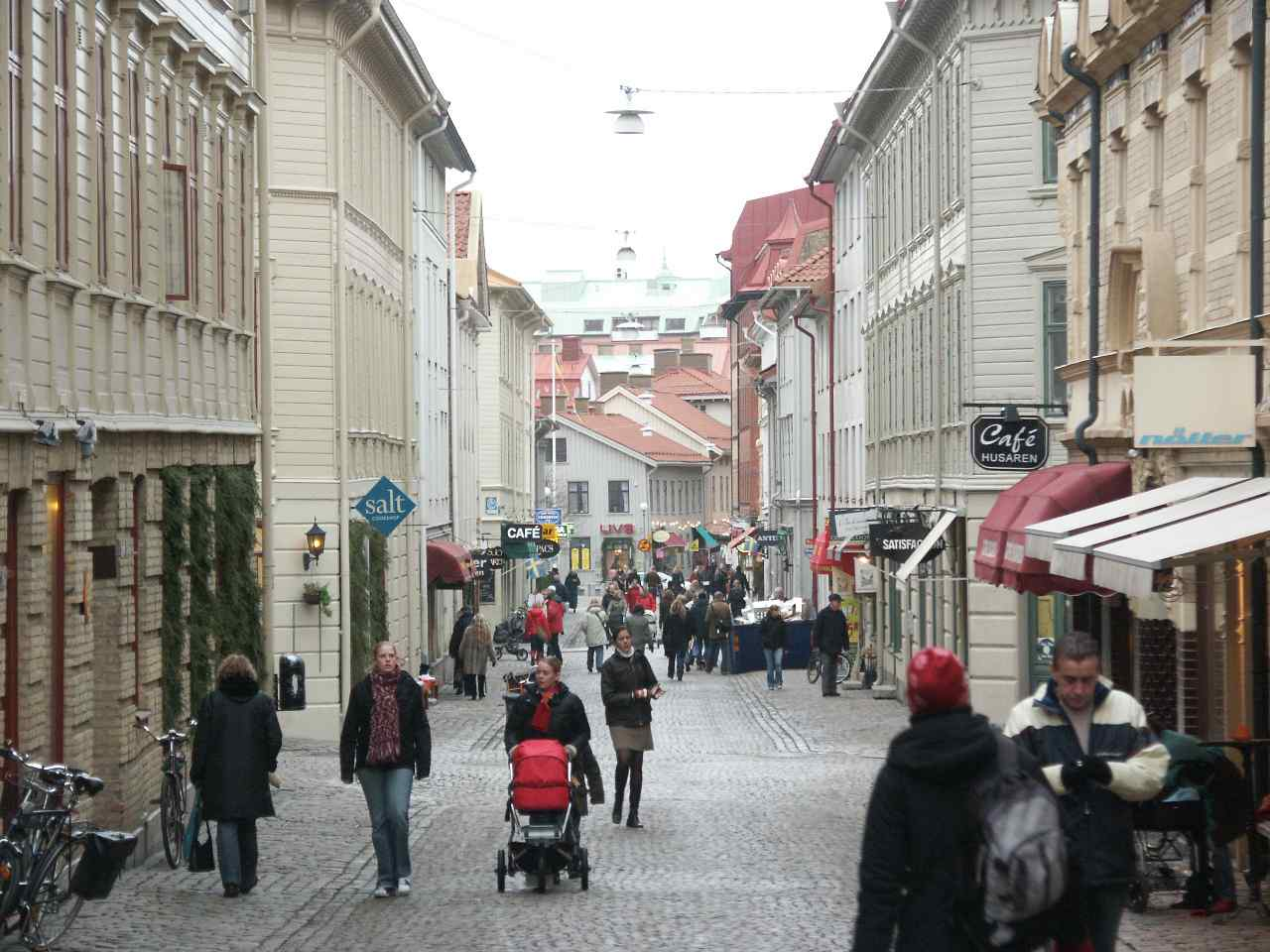
O Café Husaren na rua Haga Nygata.

Devido à sua localização junto ao Mar do Norte, a gastronomia de Gotemburgo é caracterizada pela abundância de peixe fresco e de marisco. O bacalhau fresco é o ingrediente mais frequente, seguido da sarda, da pescada e do linguado. Entre o marisco, o destaque vai para camarão, seguido do lagostim, do mexilhão e do caranguejo. Uma especialidade culinária exclusiva de Gotemburgo é o "bolinho de Gustavo Adolfo" (Gustav Adolfsbakelse), comido no dia 6 de novembro em memória do rei Gustavo II Adolfo.
A cidade  possui diversos restaurantes especializados em peixe e marisco. Vários dos prémios de "Cozinheiro Sueco do Ano" foram ganhos por nativos da cidade. O local mais popular para a compra de peixe é o Feskekörka, um mercado interior que obteve o seu nome ("Igreja do peixe") devido ao seu aspecto gótico. Cinco restaurantes receberam uma estrela no Guia Michelin: 28+, Fond, Sjömagasinet, Thörnströms Kök e Kock & Vin.

Gotemburgo é uma das cidades suecas com maior concentração de cafés, especialmente a partir dos anos 90, devido à presença de uma grande população estudantil e à existência de bastantes cafés tradicionais.Existe também um grande número de pubs, bares e discotecas, muitos destes localizados na rua principal, Avenyn.
Restaurantes com comida sueca
- Familjen (comida sueca; na rua Arkivgatan)
- Kometen (comida sueca; na rua Vasagatan)
- Sjöbaren (peixe e marisco; na rua Haga Nygata)
- Sjömagasinet (peixe e marisco; na rua Adolf Edelsvärds gata em Klippan)
- Restaurang Gabriel (peixe e marisco; em Feskekörka)

Cafés
- Da Matteo (na rua Magasinsgatan)
- Brogyllen (na rua Västra Hamngatan)
- Café Husaren (na rua Haga Nygata)
- Rosenkaféet (no parque Trädgårdsföreningen)
- Kafé Frilagret (na praça Heurlins plats)
- Hard Rock Café (na avenida Avenyn)

## Desporto

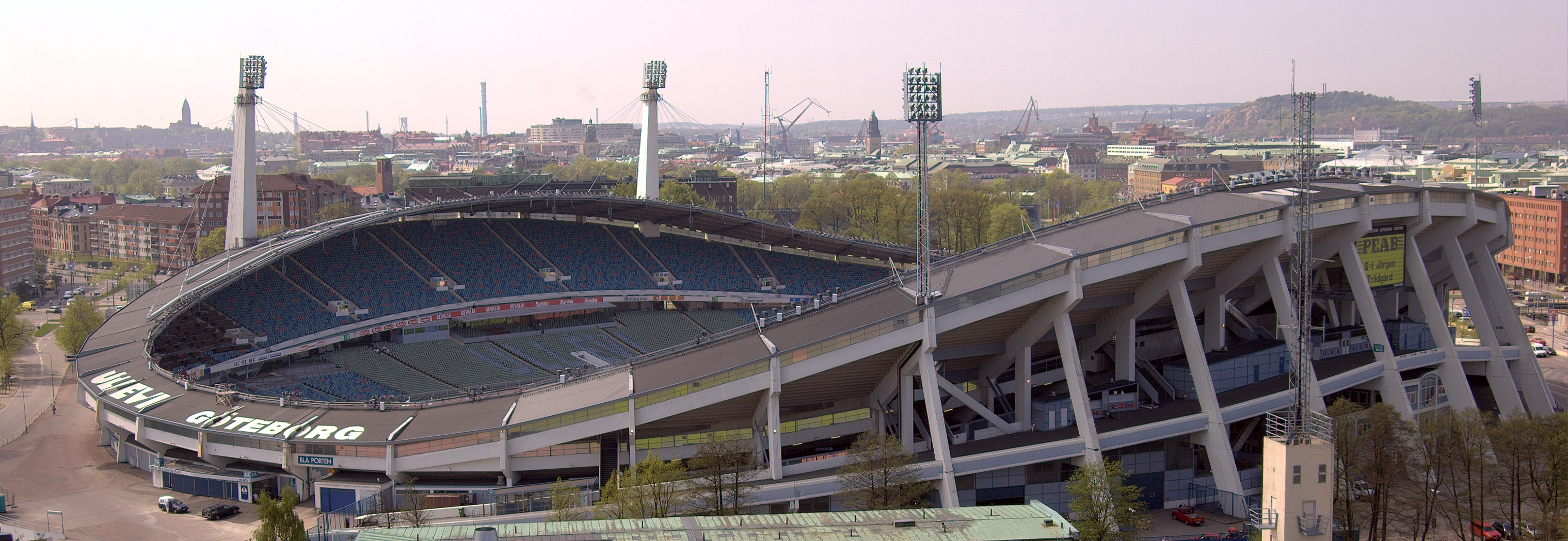
Estádio Ullevi

Gotemburgo é geralmente considerada a capital do futebol sueco, graças aos seu clubes - IFK Göteborg, Häcken, GAIS e Örgryte, aos seu eventos - com destaque para a Taça Gothia, e às suas arenas desportivas - Ullevi e Gamla Ullevi. No hóquei no gelo, sobressaem os Frölunda Indians e a arena do Scandinavium, e no handebol o Redbergslid e o torneio da Partille Cup. O hipismo tem o seu momento alto no Göteborg Horse Show, o atletismo na Meia Maratona de Gotemburgo, e a vela na regata mundial da Volvo Ocean Race.

| - Clubes: - - Frölunda HC (hóquei no gelo) - GAIS (futebol) - IFK Göteborg (futebol) - BK Häcken (futebol) - Qviding FIF (futebol) - Örgryte IS (futebol) - Arenas: - - Scandinavium (hóquei no gelo) - Gamla Ullevi (futebol) - Ullevi (futebol) - Lisebergshallen - Slottsskogsvallen - Ruddalen - Heden - Hipódromo de Åby (na cidade vizinha de Mölndal) - Estádio Rambergsvallen (futebol) - Eventos anuais: - - Taça Gothia - Meia Maratona de Gotemburgo - Göteborg Horse Show - Partille Cup - Eventos disputados na cidade - - Campeonato Europeu de Andebol Masculino (2002, 2020) - Campeonato Europeu de Atletismo (2006) - Campeonato Europeu de Futebol (1992) - Campeonato Mundial de Atletismo (1995) - Campeonato Mundial de Handebol Masculino (1954, 1967, 1993, 2011, 2023) - Campeonato Mundial de Hóquei no Gelo (1981, 2002) - Campeonato Mundial de Natação em Piscina Curta (1997) - Campeonato Mundial de Patinação Artística no Gelo (1976, 2008) - Campeonato Mundial de Patinação de Velocidade em Pista Curta (2004) - Campeonato Mundial de Tênis de Mesa (1985, 1993) - Liga Europa da UEFA (1981/82, 1986/87, 2003/04) - O-Ringen (1990, 2004) - Final da Taça Davis em ténis (1984, 1987, 1988, 1997) - Volvo Ocean Race (Regata Oceânica Volvo; 2001-2002, 2005-2006, 2014-2015, 2017-2018) |

## Locais de interesse

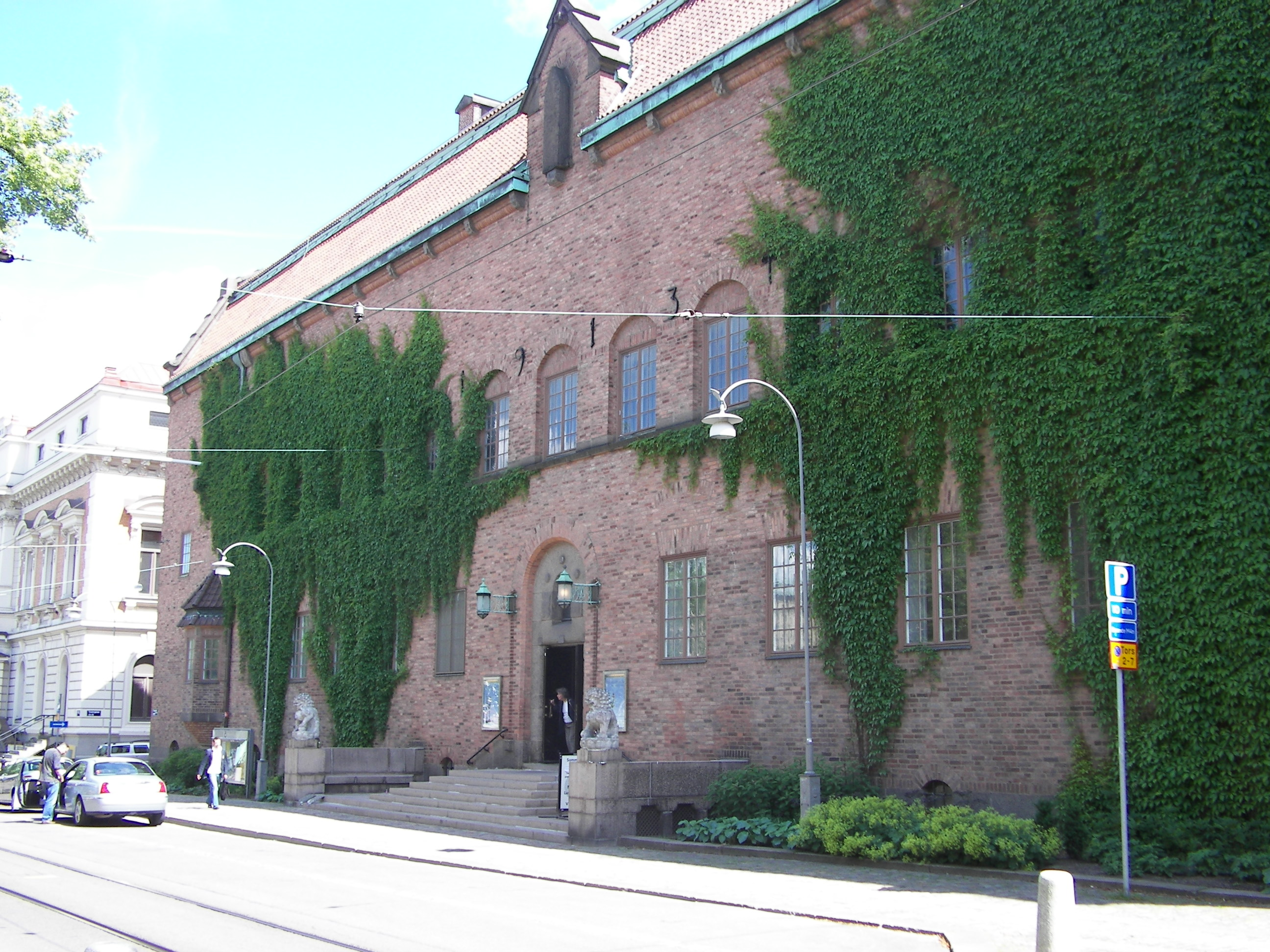
Museu Röhsska

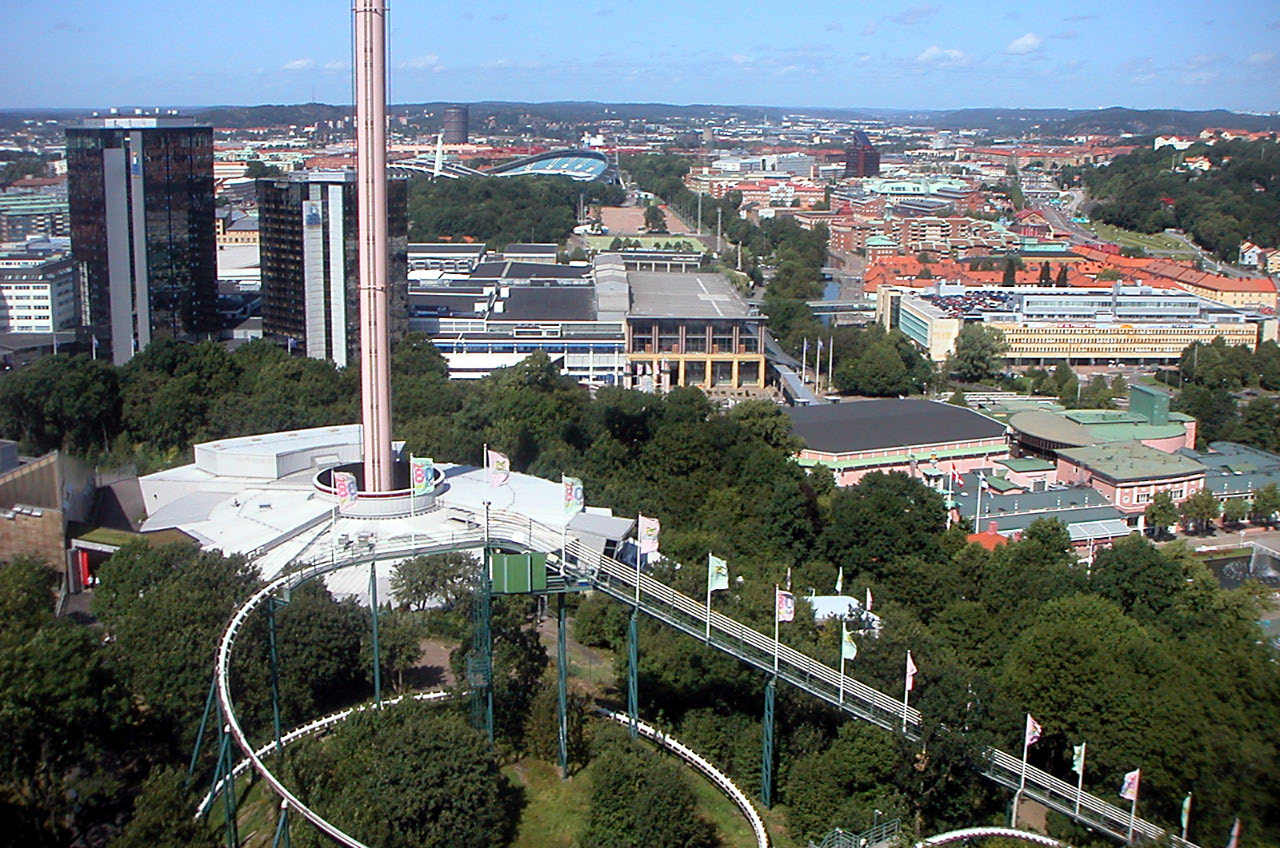
Vista de Liseberg sobre Gotemburgo

O centro histórico da cidade, desde a sua fundação pelos holandeses no século XVII, é constituído pelos quarteirões delimitados por dois grandes canais - o Grande Canal de Gotemburgo (Stora Hamnkanalen), cuja função era constituir um porto seguro no interior da cidade, e um fosso de proteção e defesa da urbe (Vallgraven). Ainda hoje, é aqui nesta área que está instalado o governo da cidade na praça Gustaf Adolfs torg, a Estação Central na Drottningtorget, o nó de transportes de Brunnsparken, o centro comercial de Nordstan, as ruas de compras de Magasinsgatan, Vallgatan e Södra Larmgatan, e ainda o Museu da Cidade de Gotemburgo. Do topo do arranha-céus Lilla Bommen há uma vista grandiosa da cidade e do atual porto de Gotemburgo.
A Kungsportsavenyn, usualmente chamada Avenyn ("A avenida"), é a principal via da cidade. Com uma extensão total de 2 km, desde o antigo fosso na orla da parte antiga de Gotemburgo até à praça Götaplatsen, está ladeada por diversos cafés, pubs, discotecas e restaurantes, além de instituições culturais, como o Grande Teatro (Stora teatern), um edifício em estilo neo-renascentista construído em 1859. Entre as principais artérias comerciais da cidade estão as ruas Kungsgatan e Fredsgatan, assim como o centro comercial de Nordstan.
Gotemburgo possui uma larga gama de estabelecimentos culturais de interesse. Uma nova ópera, a Ópera de Gotemburgo, foi inaugurada em 1994. A cidade possui vários museus exibindo obras de arte -  Museu de Arte de Gotemburgo, Konsthall e Museu Röhsska, assim como museus mostrando exposições relacionadas com o mar e a pesca - Museu de História Marítima, com a natureza - Museu de História Natural de Gotemburgo, com a ciência - Universeum, com a arqueologia e a história regional - Museu da Cidade de Gotemburgo. Mais recentemente, foi inaugurado em 2004 o Museu da Cultura Mundial.
O maior parque de Gotemburgo, Slottsskogen, inclui o Museu de História Natural de Gotemburgo (Naturhistoriska Museet), um parque animal tropical (Tropikhuset), um jardim zoológico infantil (Barnens Zoo), um parque animal familiar (Djurgårdarna) e o mais antigo observatório astronómico da cidade - o Observatório de Slottsskogen. É um local popular para pique-nique, banhos de sol e passeios. Na sua proximidade fica o Jardim Botânico de Gotemburgo (Botaniska trädgården), considerado um dos mais impressionantes da Europa.
A sul do centro, a uns 2 km da Estação Central, na área à volta de Korsvägen, fica o polo de eventos da cidade - o Evenemangsstråket, abrangendo o popular parque de diversões Liseberg, o estádio de futebol de Ullevi, o centro de exposições e congressos da Svenska Mässan, o pavilhão de espétaculos e eventos desportivos Scandinavium, o centro recreativo de ciência do Universeum e o museu da cultura mundial Världskulturmuseet.
À volta de Gotemburgo, há uma série de locais que atraem muitos visitantes: O arquipélago de Gotemburgo, a ilha-farol de Vinga, a ilha fortificada de Nya Älvsborg na foz do rio Gota, a fortaleza de Bohus em Kungälv, a fortaleza de Carlsten em Marstrand, o palácio de Gunnebo em Mölndal, o palácio de Nääs em Lerum, o Palácio de Tjolöholm em Kungsbacka.

### Itinerários turísticos
- Passeio a pé ao centro histórico: Praça Gustaf Adolfs torg, Grande Canal de Gotemburgo, Igreja Alemã de Gotemburgo, Catedral de Gotemburgo, Ópera de Gotemburgo, Kronhuset, mercado Saluhallen, mercado do peixe Feskekörka, praça Kungsportsplatsen, parque botânico Trädgårdsföreningen
- Passeio a pé: Praça Götaplatsen - Praça Korsvägen
- Passeio a pé ao bairro tradicional de Haga: Rua Haga Nygata, fortim Skansen Kronan
- Passeio de elétrico (bonde): Praça Järntorget - Praça Mariaplan
- Passeio de barco no rio Gota: Lilla Bommen - Eriksberg - Klippan[39]
- Passeio de barco às ilhas: Lilla Bommen - Fortaleza de Nya Älvsborg, farol de Vinga, cidade-fortaleza de Marstrand, ilhas do arquipélago do Sul (Brännö, Styrsö e Vrångö), ilhas do arquipélago do Norte (Hönö e Öckerö)
- Passeios à região de Gotemburgo: Fortaleza de Bohus, palácio de Gunnebo, palácio de Nääs, palácio de Tjolöholm, cidade de Alingsås

### Eventos anuais
- Meia Maratona de Gotemburgo (Göteborgsvarvet)
- Festival de Cinema de Gotemburgo (Göteborg Film Festival)
- Feira do Livro de Gotemburgo
- Festival da Ciência de Gotemburgo
- Taça Gothia
- Göteborg Horse Show
- Festa de Gotemburgo (Göteborgskalaset)
- Noite da Cultura (Kulturnatta)
- Cortejo do Chalmers (Cortègen)
- Dias de Jazz (Göteborgs jazzdagar)
- Festival do Trad Jazz (Tradjazzfestival)

### Outros eventos periódicos
- Bienal Internacional de Arte de Gotemburgo

## Personalidades ligadas a Gotemburgo

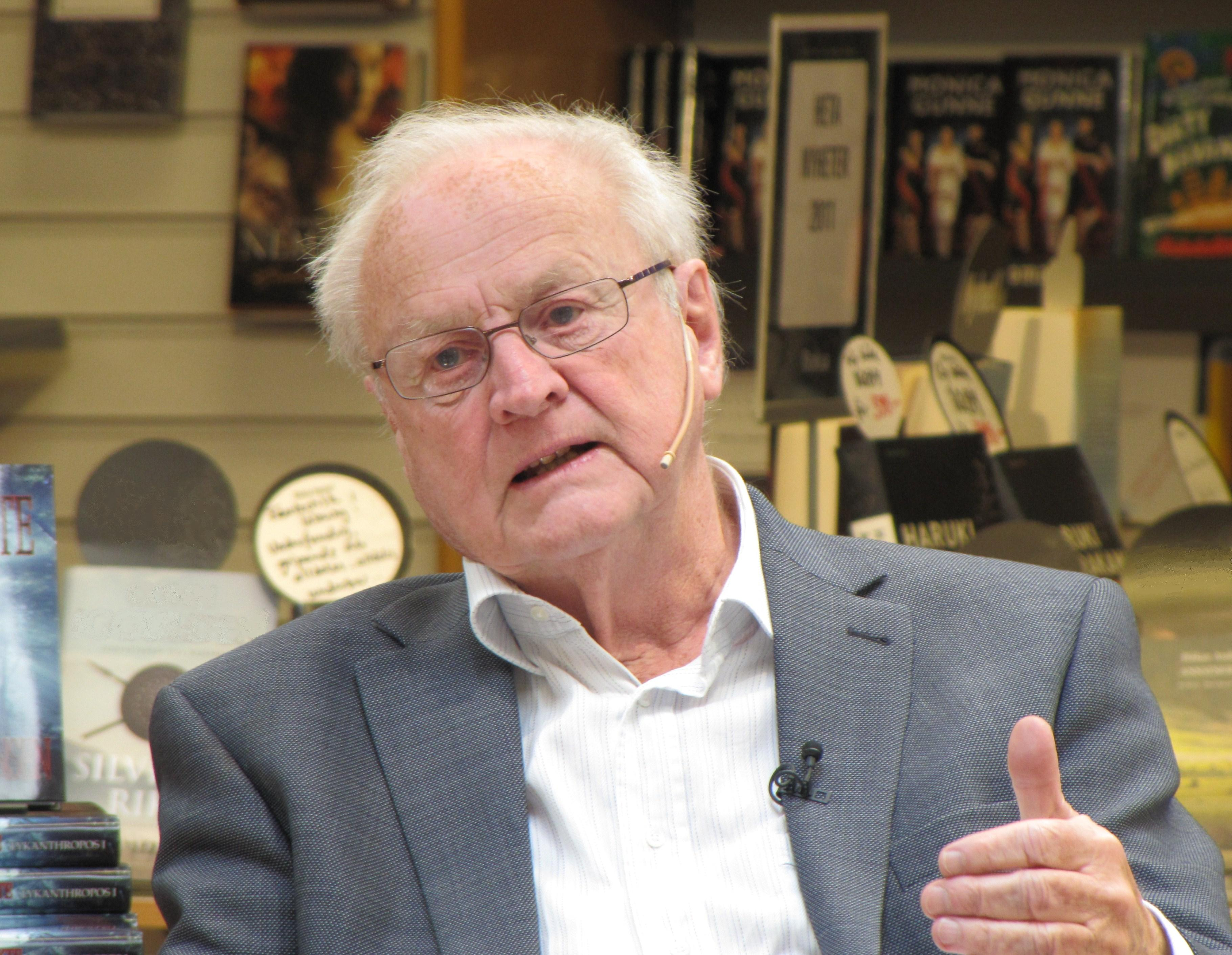
Arvid Carlsson, farmacologista, Nobel de Medicina ou Fisiologia 2000
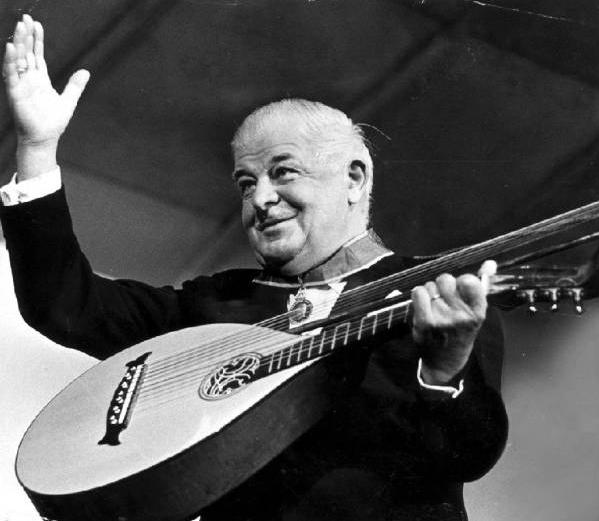
Evert Taube, compositor e cantor
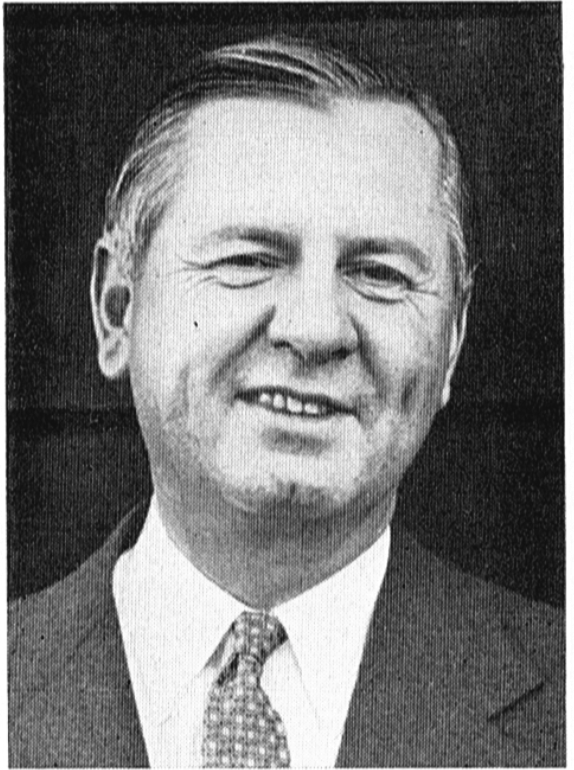
Victor Hasselblad, inventor, fotógrafo e industrial
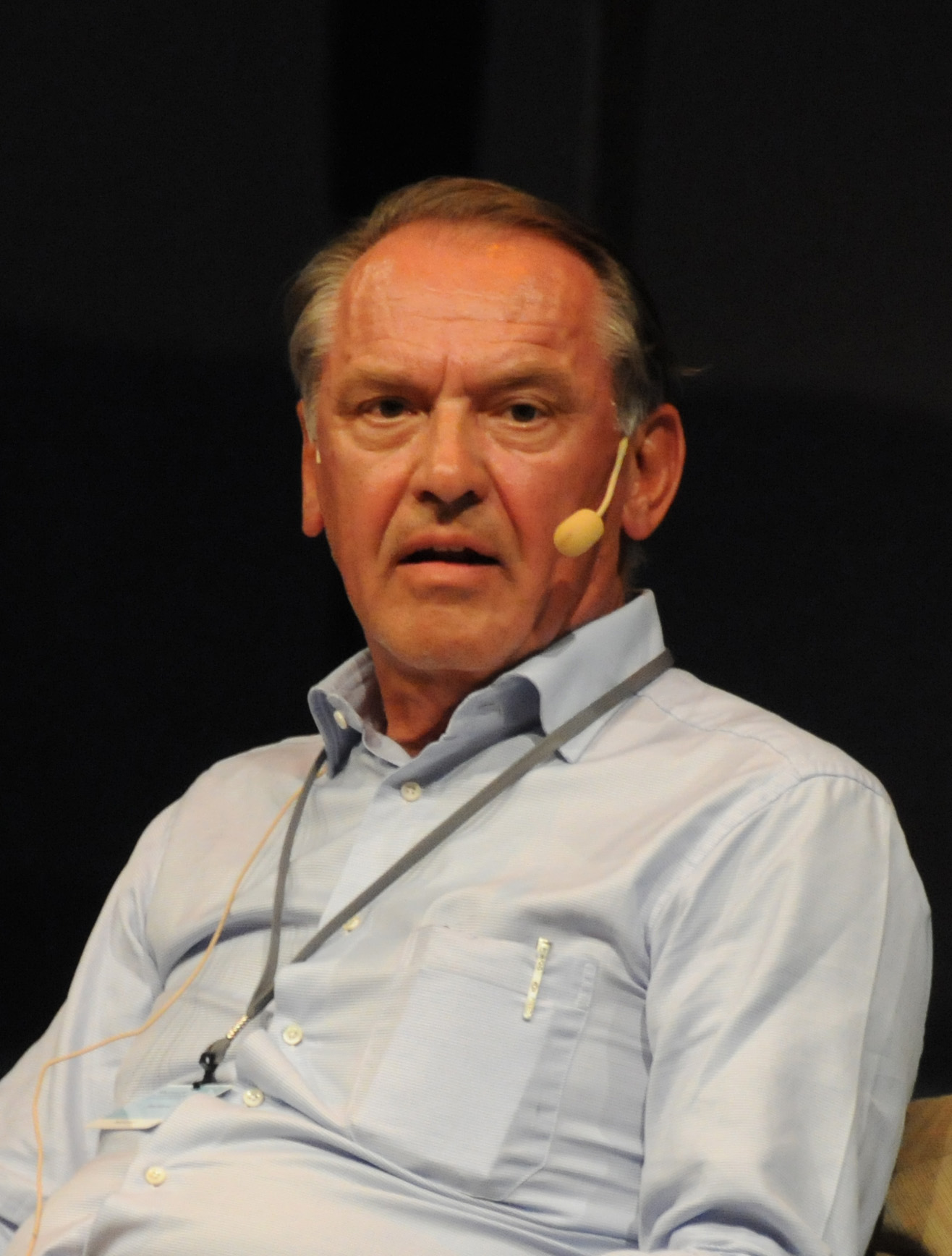
Jan Eliasson, diplomata; Secretário-Geral Adjunto das Nações Unidas 2012-2016
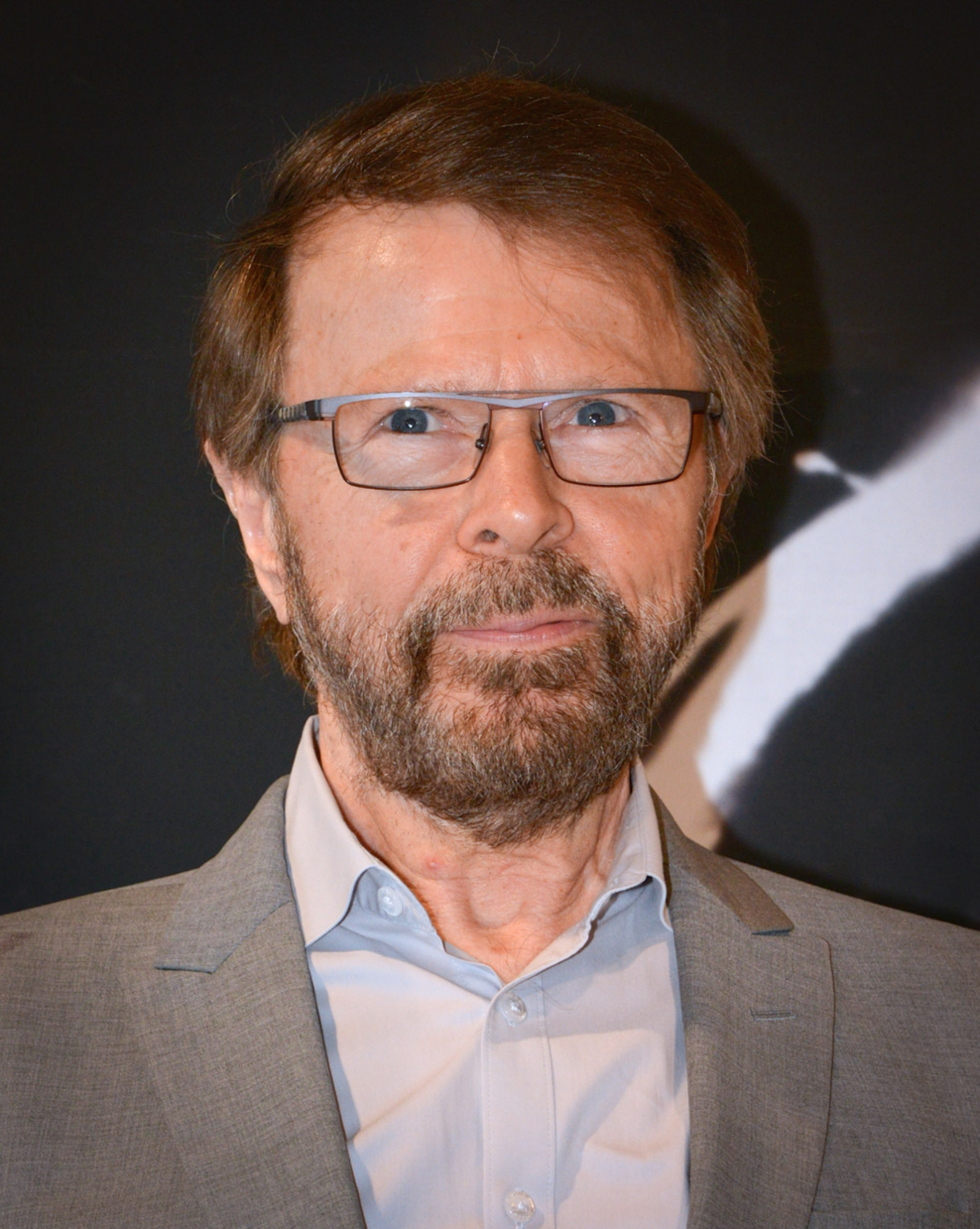
Björn Ulvaeus, cantor e compositor dos ABBA

- Alicia Vikander (nascida em 1988), atriz vencedora de um Óscar
- Arvid Carlsson (1923-2018), Prémio Nobel de Fisiologia ou Medicina em 2000
- Björn Ulvaeus (nascido em 1945), cantor e compositor dos ABBA
- Evert Taube (1890-1976), autor, artista, compositor e cantor.
- Håkan Hellström (nascido em 1974), cantor e compositor, muito popular na Suécia
- James Dickson (1899-1980), político e agrónomo
- Jan Eliasson (nascido em 1940), diplomata; Secretário-Geral Adjunto das Nações Unidas 2012-2016
- Kent Andersson (1933-2005), ator, diretor de teatro e dramaturgo.
- Margareta Arvidsson (nascida em 1947), atriz, modelo e rainha de beleza; Miss Universo e Miss Suécia 1966
- Victor Hasselblad (1906-1978), inventor, fotógrafo e industrial
- William Chalmers (1748-1811), comerciante
- Fredrik Henrik af Chapman (1721-1808), construtor naval, cientista e oficial da marinha sueca.

## Cidades-irmãs
Gotemburgo tem várias cidades-irmãs e parceiras:

### Cidades-irmãs
- Bergen, Noruega
- Turku/Åbo, Finlândia
- Århus, Dinamarca

### Cidades parceiras
- Badalona, Espanha
- Chicago, Estados Unidos
- Cracóvia, Polónia
- Lyon, França
- Oslo, Noruega
- Port Elizabeth, África do Sul
- Rostock, Alemanha
- São Petersburgo, Rússia
- Tallinn, Estónia
- Xangai, República Popular da China

A colaboração com Port Elizabeth (estabelecida em 1998) é uma parceria de desenvolvimento de áreas de interesses comuns, como a gestão de resíduos sólidos, bibliotecas públicas, desporto e turismo.